# 法轮

法輪符號

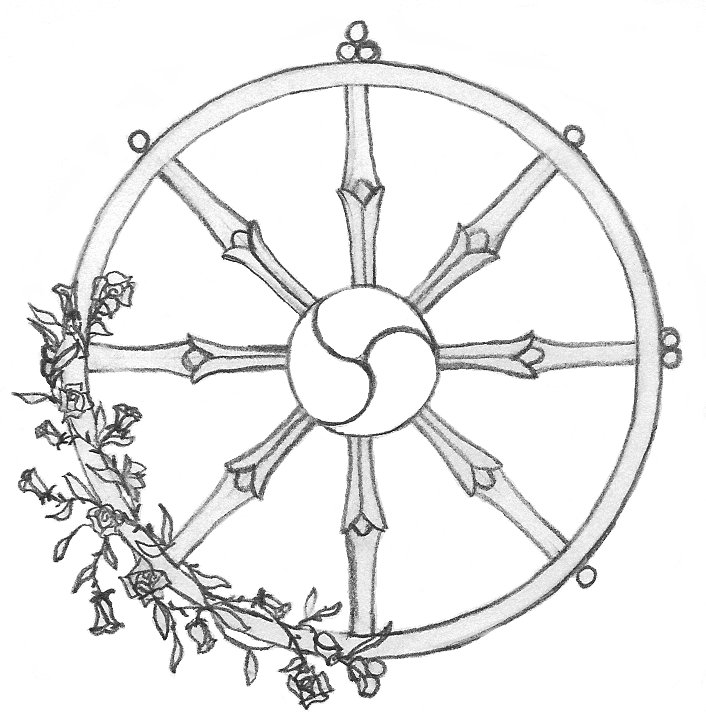
法轮绘图案

法轮（羅馬化：Dharma-cakra，羅馬化：dhammah-cakyaar；藏語：ཆོས་ཀྱི་འཁོར་ལོ་，威利转写：chs kyi 'khor lo，义爲法轮；藏語：འཀོར་ལོ།，威利转写：'khor lo，义爲轮），是佛家词汇，為佛法的代表性标志。在古印度，「轮」既是一种农具，也是一种兵器，佛教借用「轮」来比喻佛法无边，具有摧邪显正的作用。
在Unicode中，法轮图案的符號為U+2638（☸）。

## 概述

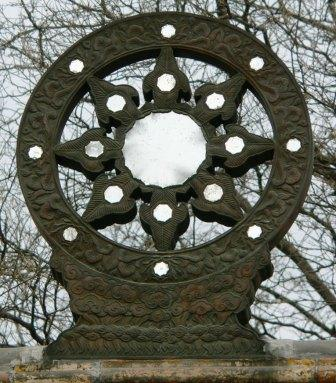
广济寺天王殿上的法轮

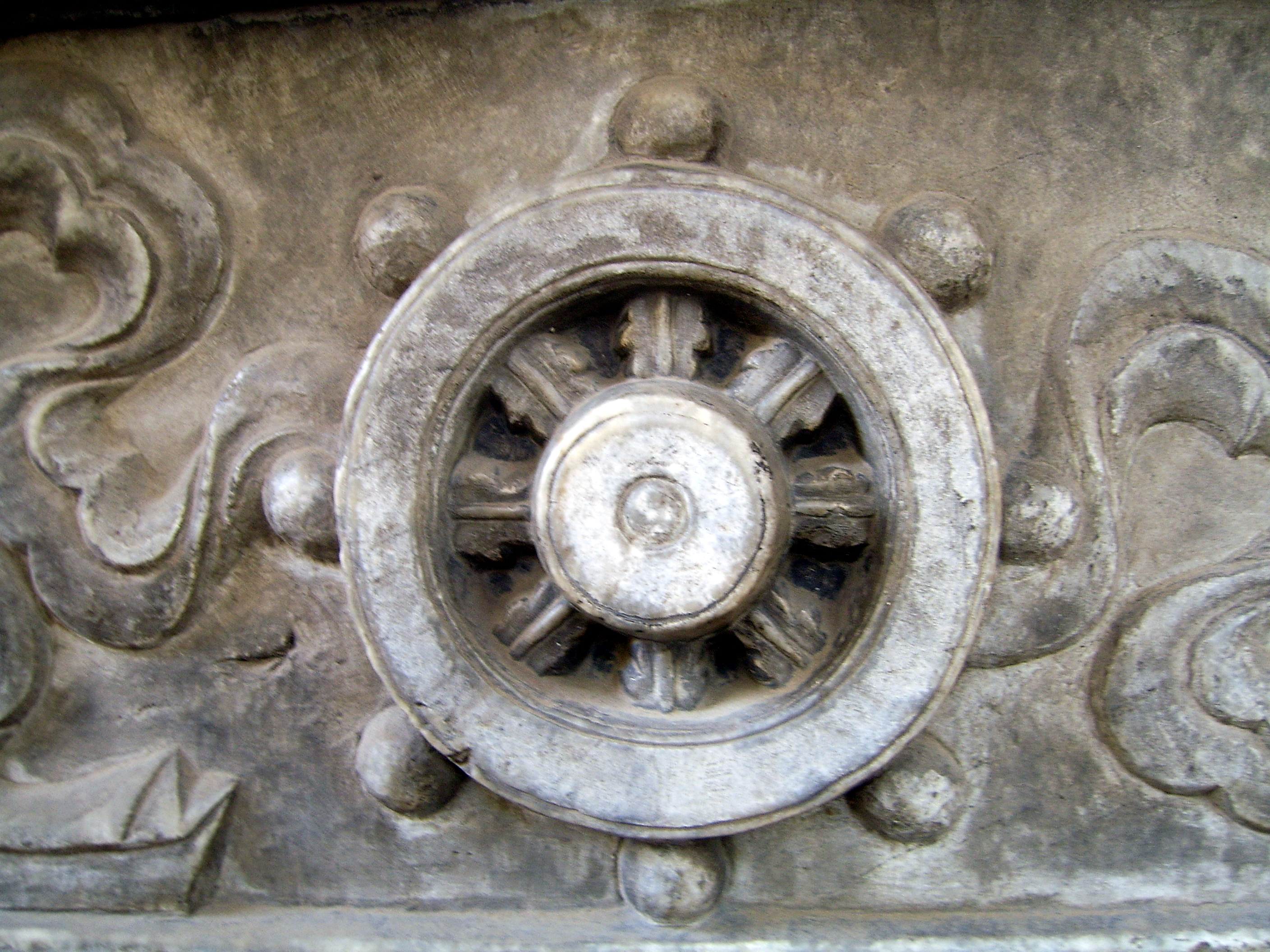
石刻法轮

金色法轮图

泰國上座部法轮图

藏地法轮图

「法轮」的说法，来源古印度传说中的转轮圣王，当有统一四大部洲的圣君出世，虚空中自然飞来金轮在其头顶旋转，为其证明、莊嚴。释迦牟尼佛刚出世时，婆罗门仙人阿私陀预言他将来要么做转轮圣王统一四海，要么做最上觉者渡化众生。故佛教沿用此说法，认为释迦牟尼佛所传佛法如同金轮，称爲“法轮”，转轮王之轮则称为“宝轮”。後来佛教对法轮的样式作了定义，赋予其代表佛教的象征意义。
佛門法轮由轮毂、八个轮辐和外圈组成。其结构和意义为：
- 整个图案是一个圆形，代表了佛教教义的完满。
- 輪轂（Hub of Wheel）是法輪中心，代表了戒律，戒律是冥想修炼的本质核心。
- 八个輪輻（Spoke of Wheel）是法輪外張，代表了八正道，八正道是破除无明的利器。
- 輪輞（Rim of Wheel）是法輪外圍，指把所有东西汇聚在一起的正念或三昧。

古代的法轮有二十多个轮辐，现在的法轮也有四个轮辐或十个轮辐的。中心部的图案有莲花宝座形，也有带「卍」字图案的。在雍和宫殿佛像前，有两个法轮，为银质嵌珠。北京广济寺天王殿顶上有一法轮。

## 转法轮
在佛教中，法轮代表「佛法」，「转法轮」譬喻在世间传播佛法，以佛陀的教法能消滅一切煩惱，轉凡成聖，且不停滯於一人一處；在佛陀入灭，也将请僧侣甚至居士解说佛法，也尊称爲「转法轮」。「法轮常转」意为佛法的传法不断，佛法如法轮一样把一切不正确的见解、不善的法都破碎无余。
在佛教手印中，有一种法轮印（或转法轮印、說法印），象征着佛陀说法。北京的藏传寺院雍和宫大殿有三世佛像，左边的过去燃灯古佛即持法輪印。東邊彌勒佛為未來佛，持說法印，拇指微曲抵食指第一指節處，餘指自然舒展，表示說法傳教。 

### 释迦佛转法轮
初转法轮，义爲初宣佛法。释迦牟尼佛成佛之後，在鹿野苑為阿若憍陳如等五比丘第一次宣說佛法。此後，佛陀又两次说法，宣说了四圣谛、八正道等最基本的教义，三次共称爲三转法轮。

### 佛说转法轮经
- 《转法轮经》是记录佛陀初转法轮的经典。這裡的轉法輪主要指稱四聖諦、八聖道。而所謂“轉”，也有輾轉的意思，謂佛法從佛陀輾轉于阿若憍陳如，再輾轉于五比丘。[7]

## 相關經典
- 《大智度論》：「佛轉法輪，如轉輪聖王轉寶輪。（中略）轉輪聖王手轉寶輪，空中無礙。佛轉法輪，一切世間天及人中無礙無遮，其見寶輪者諸災惡害皆滅。遇佛法輪，一切邪見疑悔災害皆悉消滅。王以是輪治四天下，佛以法輪治一切世間天及人。」
- 《行宗記》：「法輪者，摧業惑故。」
- 《嘉祥法華疏》：「無生正觀，體可楷模，故名為法。流演圓通不繫於一人，故稱為輪。又無生正觀無累不摧，亦是輪義。」
- 《維摩詰所說經‧佛國品》：「三轉法輪於大千，其輪本來常清淨。」

## 辨異
法轮与宝轮
佛教的法轮有时称爲「佛门法轮」，以示与转轮圣王的金轮的区别。虽来源于後者传说，但两者所指并不相同。在一些经典中，譯经师会把佛門法輪與轉輪聖王的「輪」，使用不同的名詞以區分，比如稱前者為「法輪」，而稱轉輪聖王（佛經中有時稱作法輪聖王、金輪王等）的輪，為「寶輪」、「金轮宝」、「轮宝」等。
道教中的法轮
道教經典《道藏·雲笈七籤》九九《眾仙步虛詞》之四，有一「法輪常自轉，希音不可聽。」詩句、將道法也稱為法輪，說明道法高深、不是常人所能聽聞、所能理解的。
法轮功的法轮
法轮功的法轮是由佛家的“卍”字符和道家的太极组成。法轮功表示无论左旋的“卍”字和右旋“卐”字皆正确，无论法轮是顺时针旋转还是逆时针旋转都对修炼者有益。

## 圖片

### 歷史和考古實例

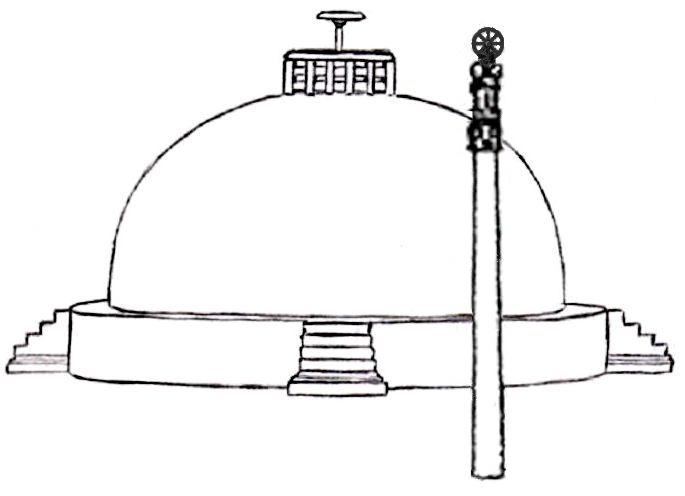
重建孔雀王朝時期桑吉的大致佈局，可以看到柱子頂部有法輪。
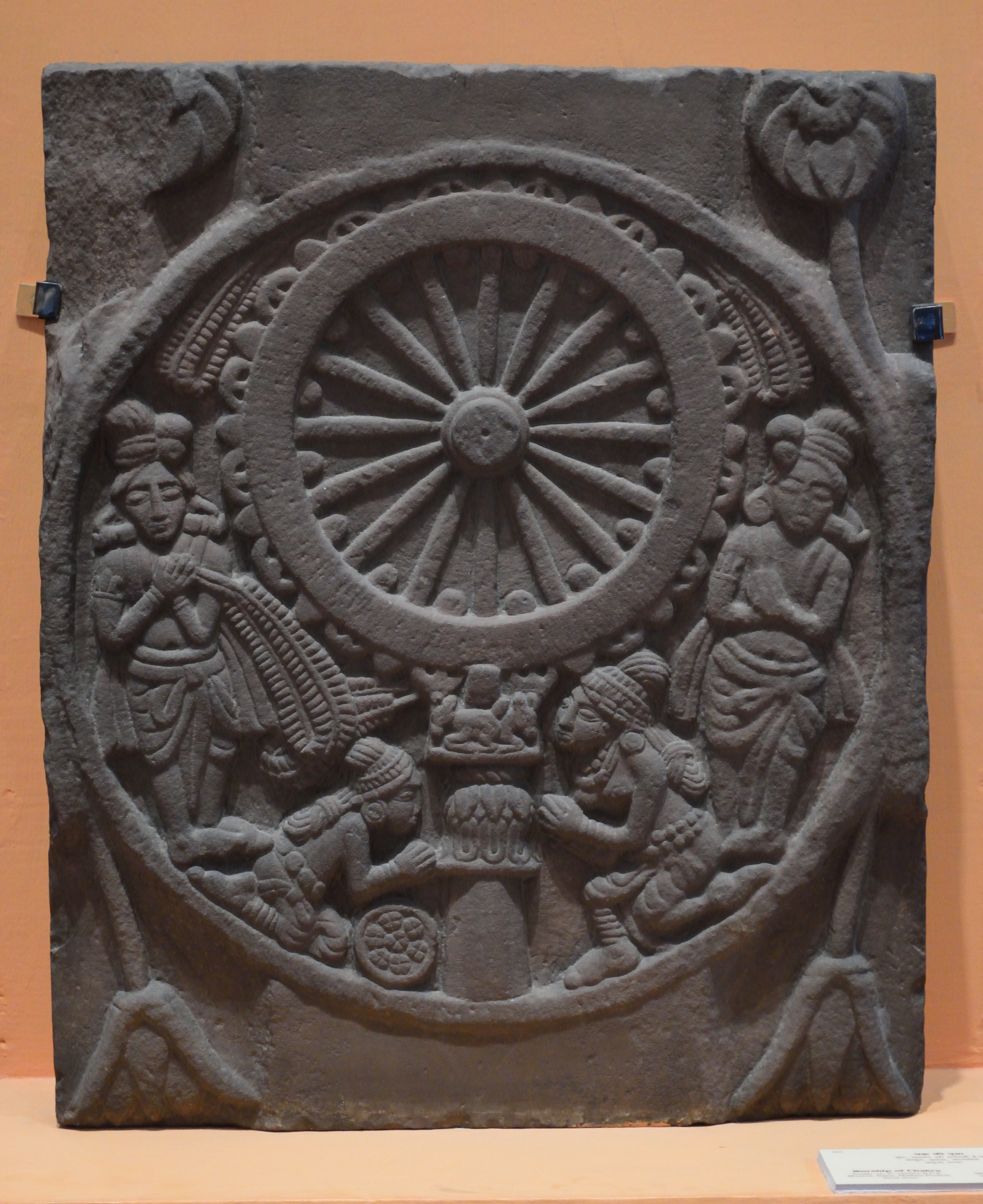
砂岩描繪，前2世紀，巴戶特（英语：Bharhut），印度博物館——加爾各答。
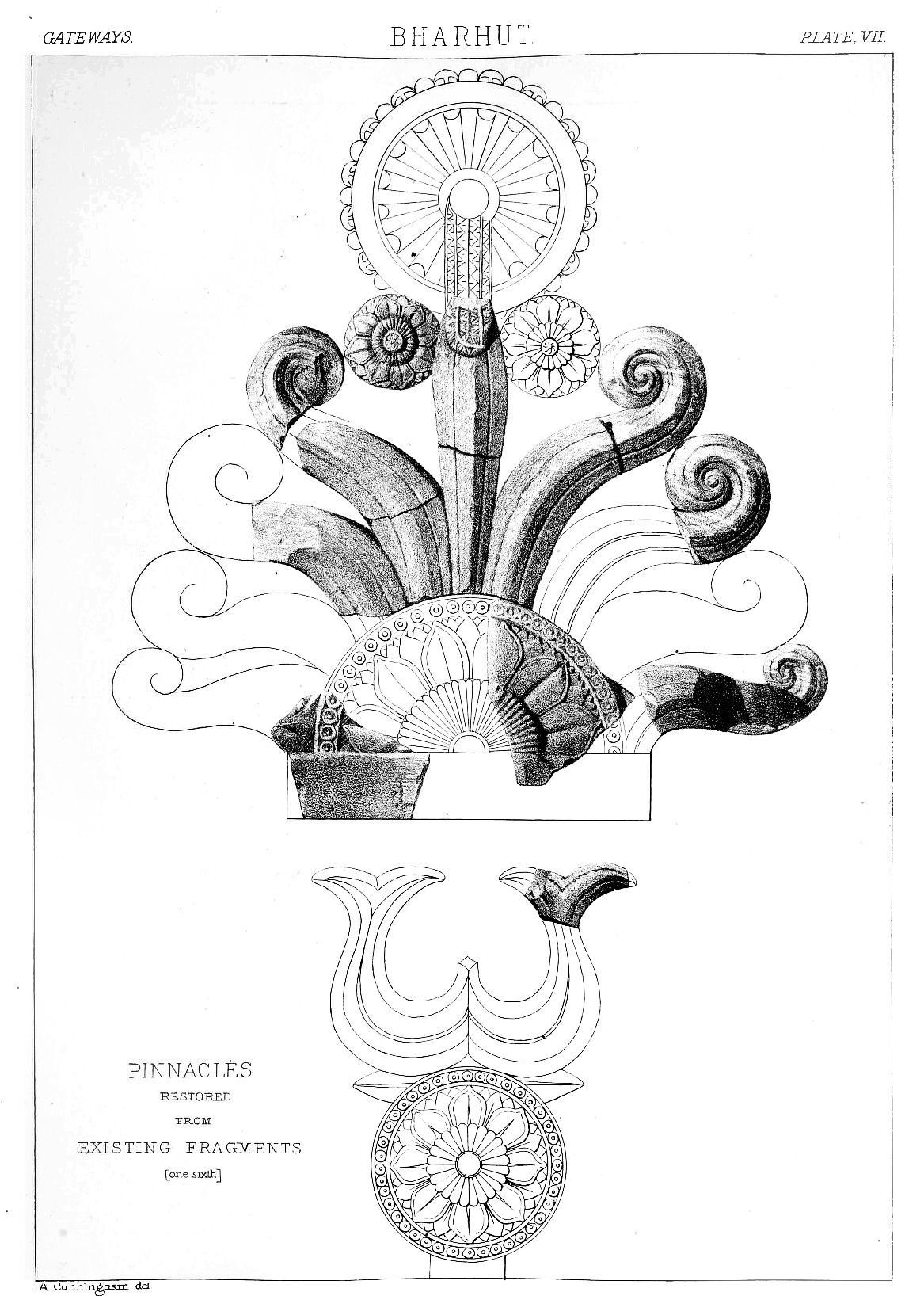
亞歷山大·康寧漢繪製的巴戶特（英语：Bharhut）尖塔重建圖
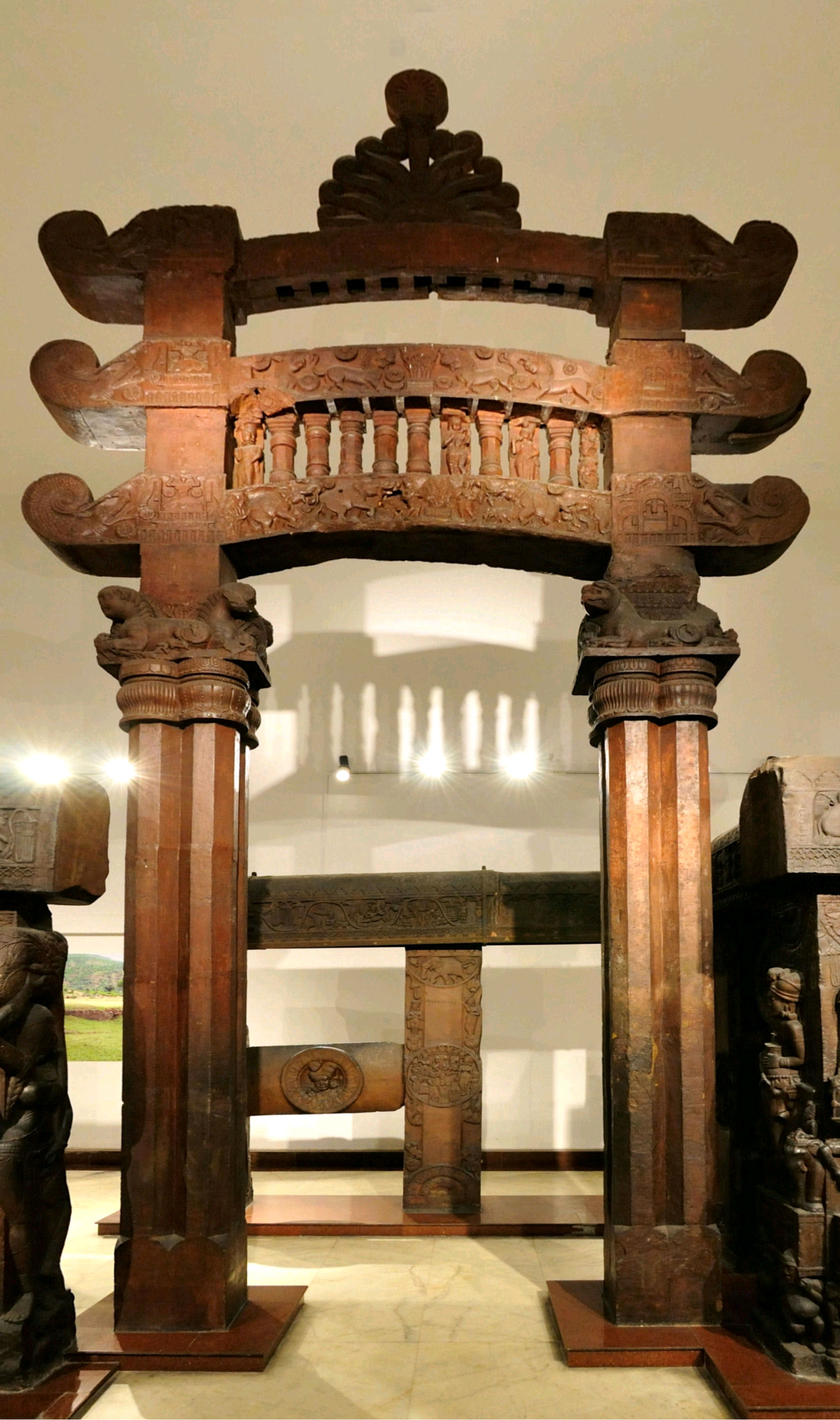
巴戶特（英语：Bharhut）窣堵坡的東門，上方有法輪尖塔
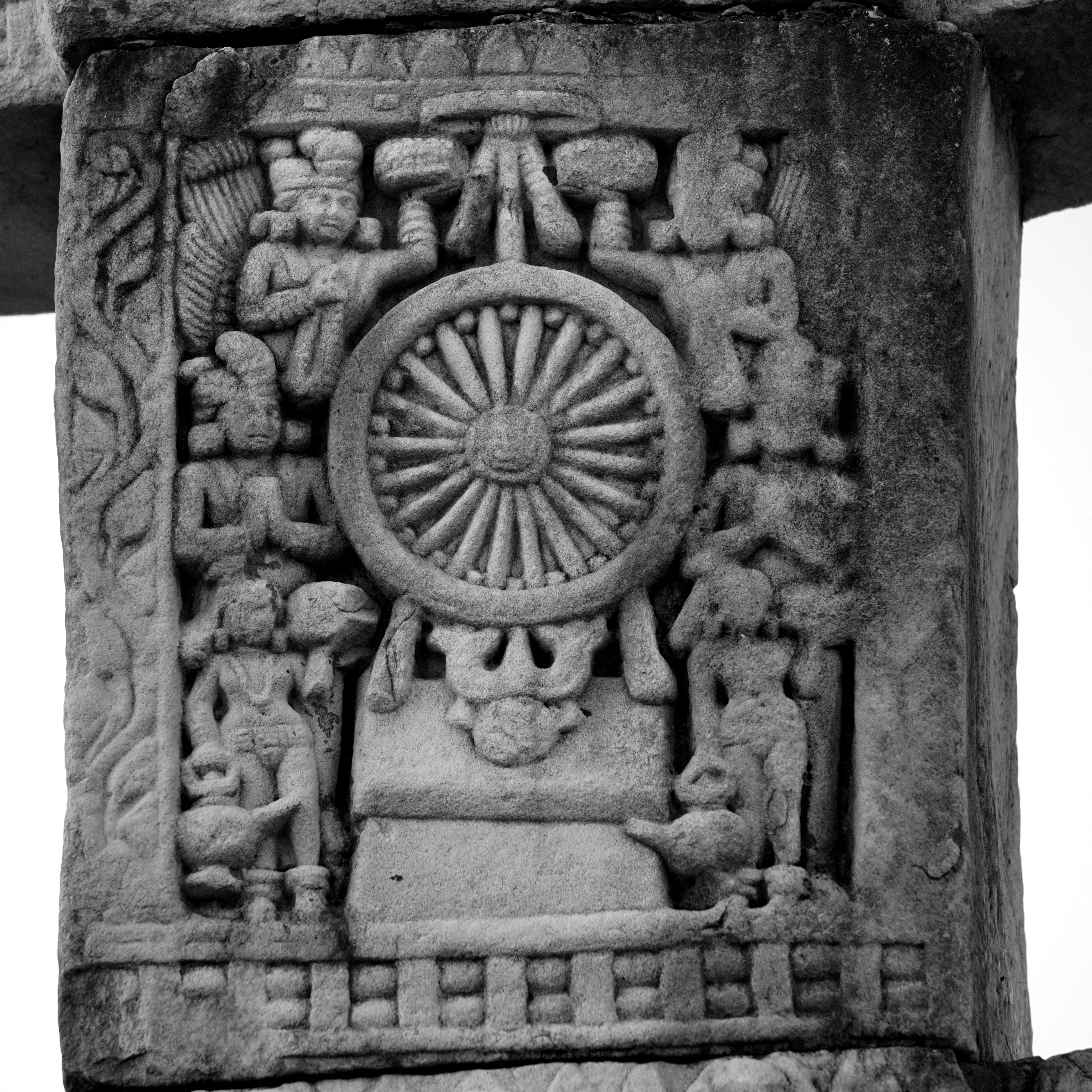
以法輪為代表的佛陀，桑吉3號佛塔。
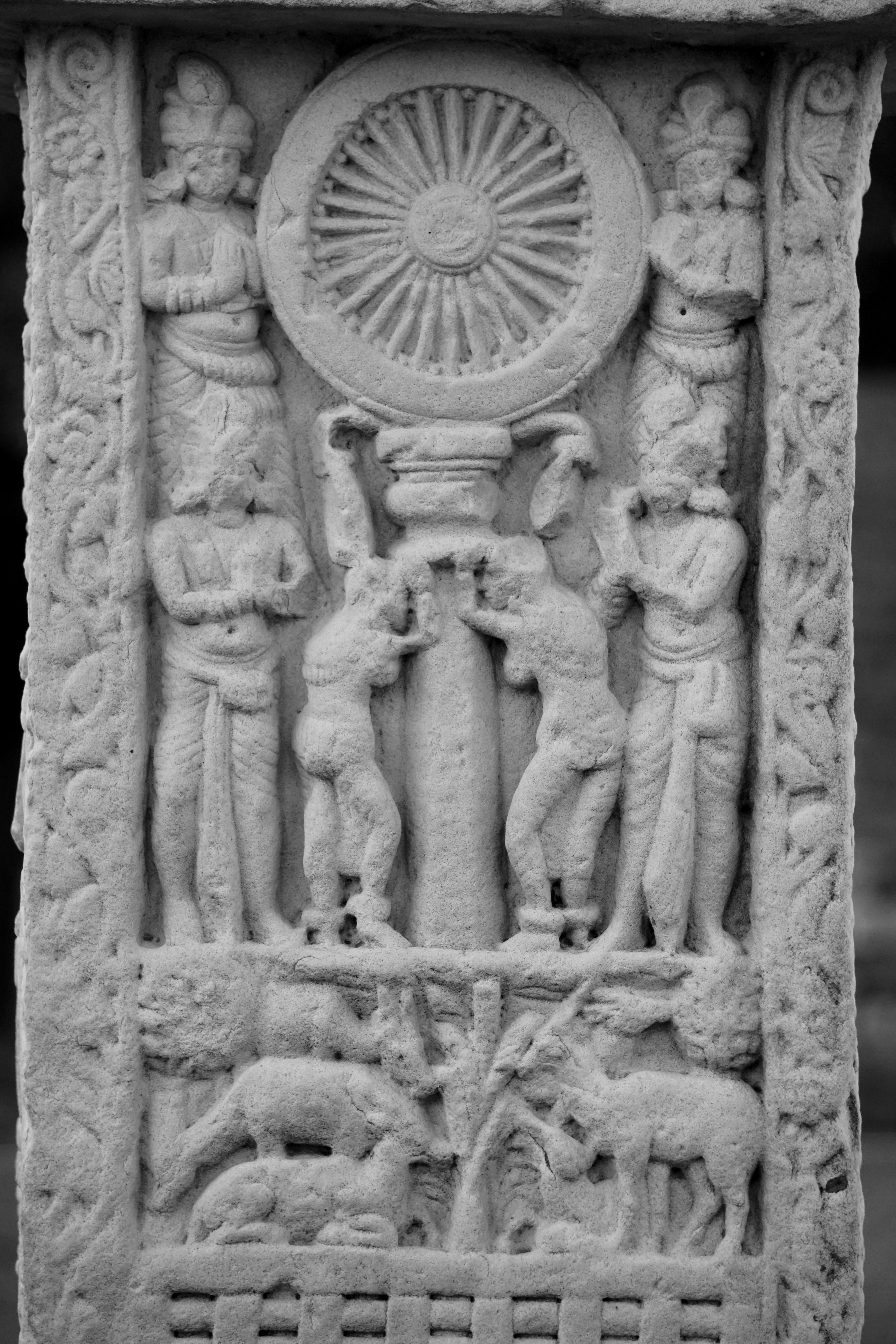
桑吉3號佛塔柱上的法輪。
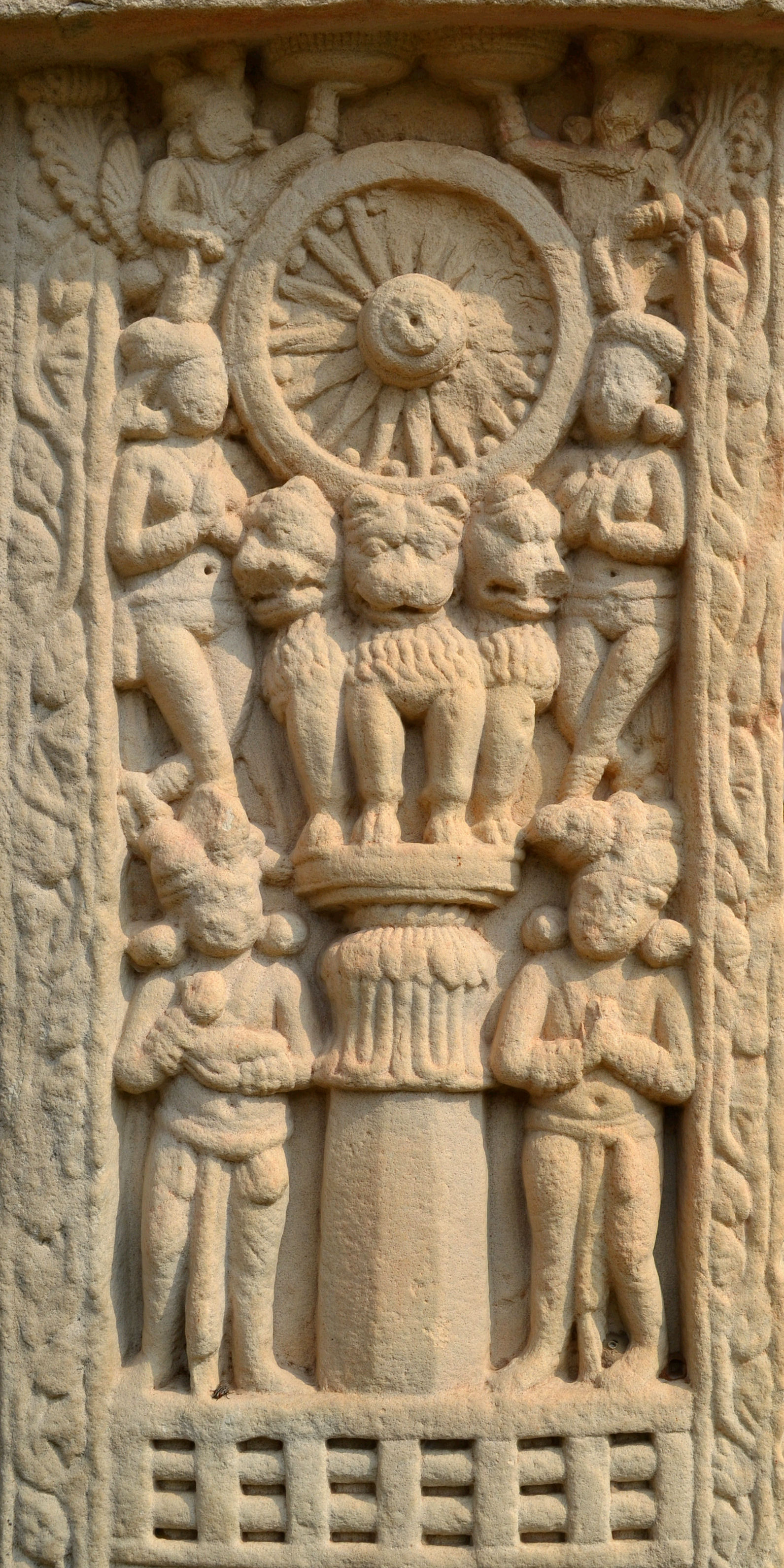
崇拜阿育王的支柱，桑吉3號佛塔。
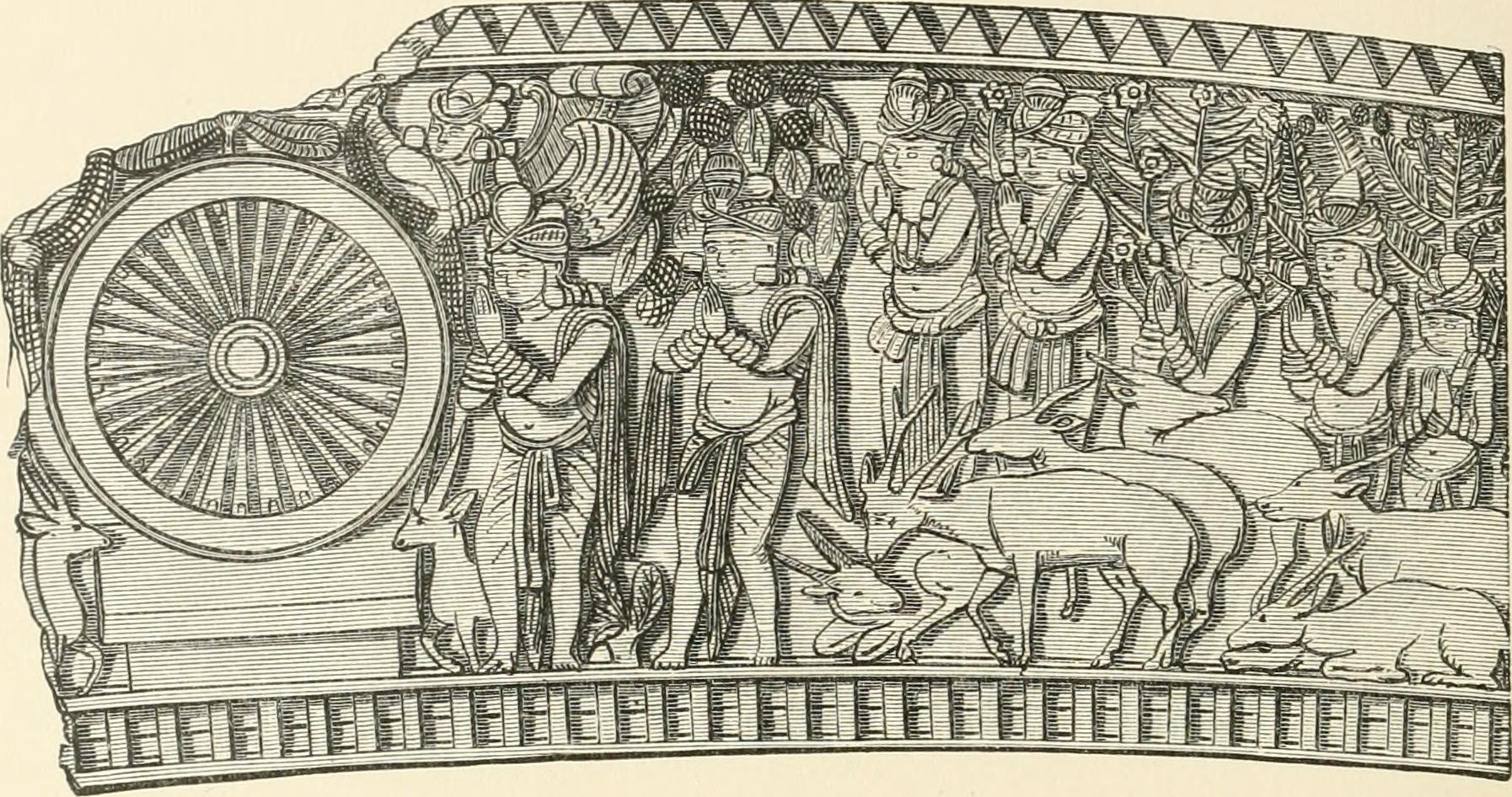
桑吉窣堵坡的插圖
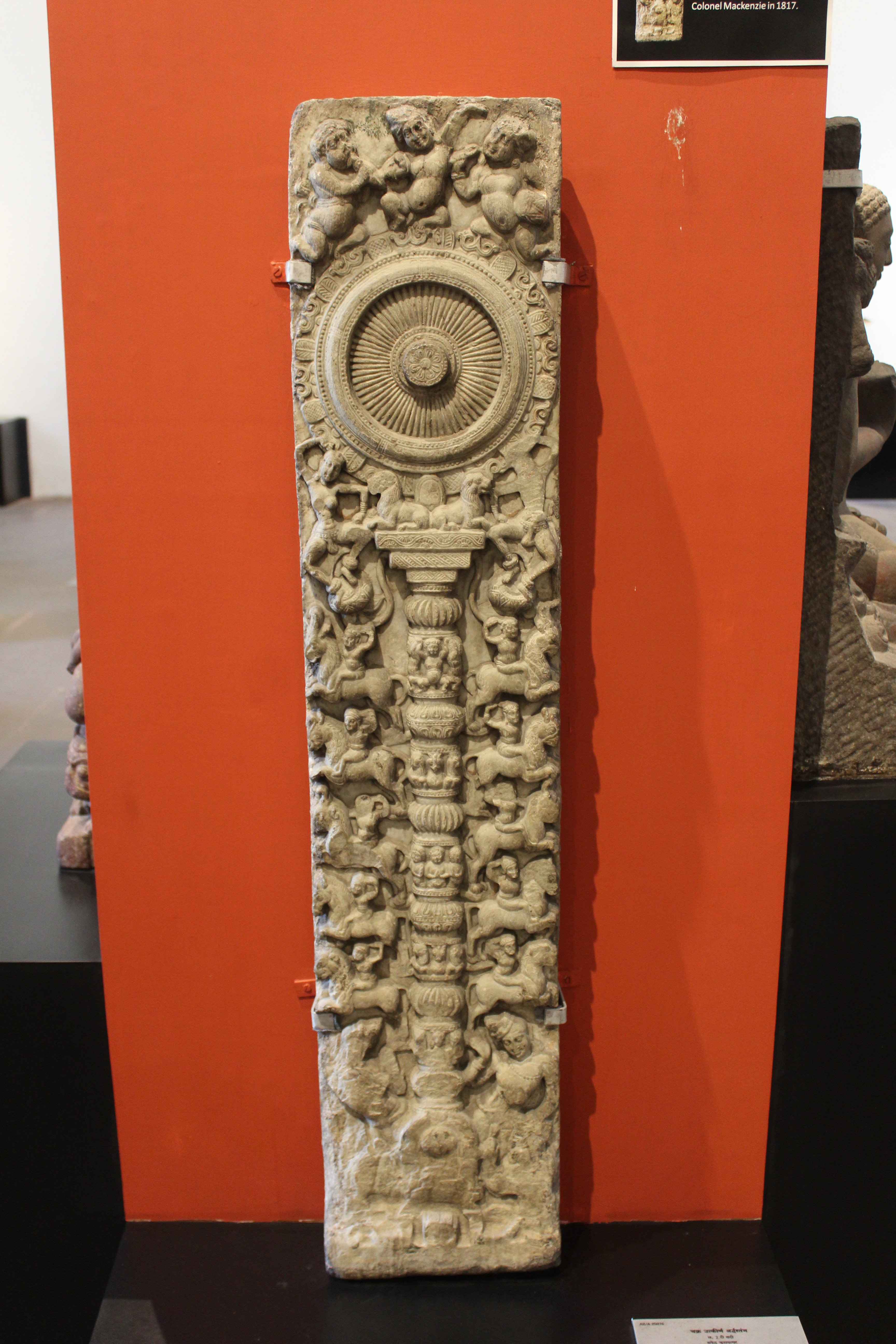
石灰石壁柱，2世紀，阿馬拉瓦蒂，印度博物館，加爾各答。
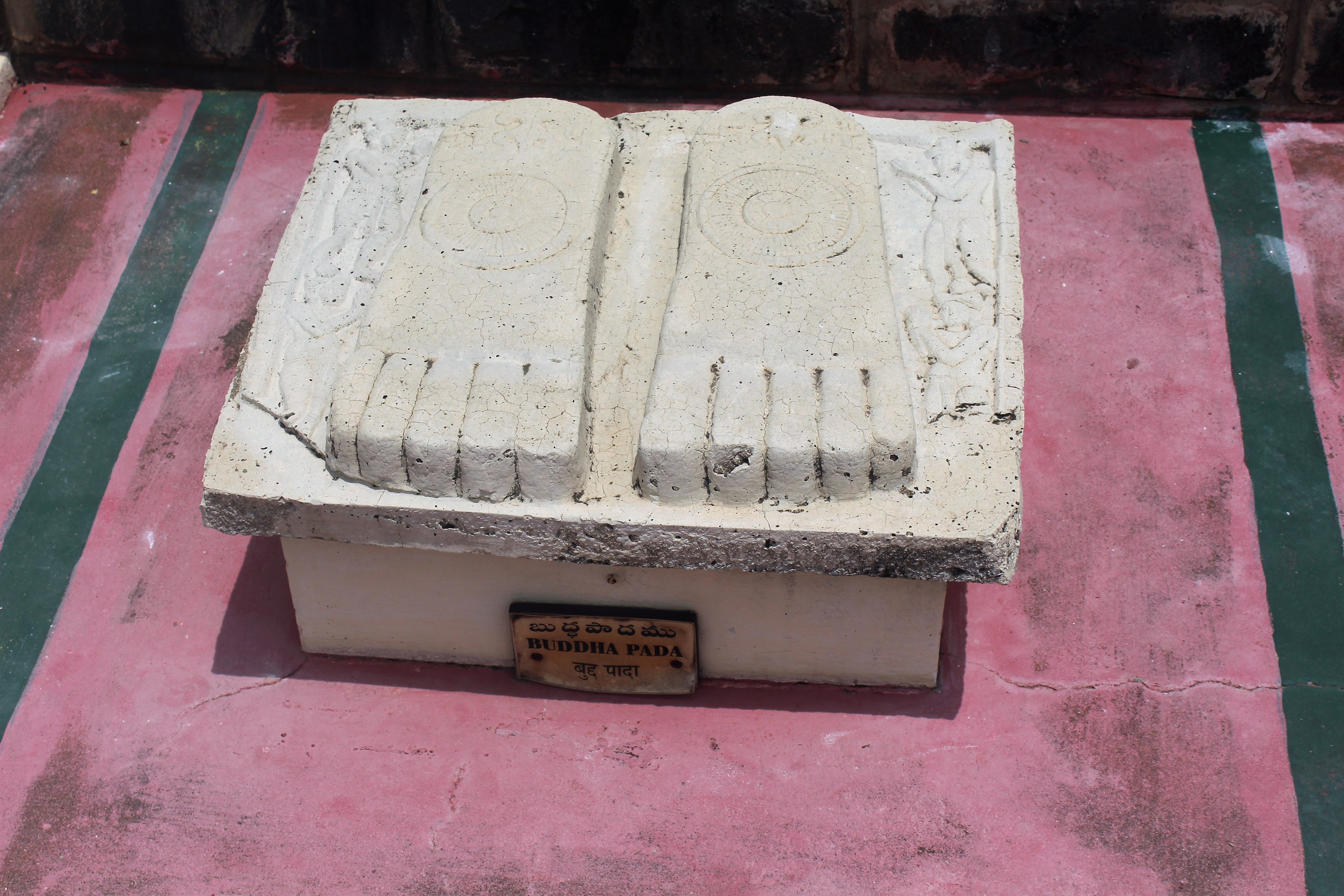
佛足石與法輪，阿馬拉瓦蒂考古博物館（英语：Archaeological Museum, Amaravati）
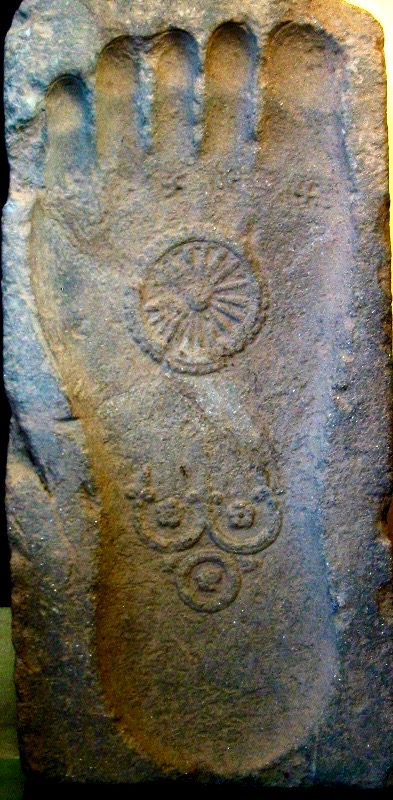
一世紀犍陀羅國佛足石
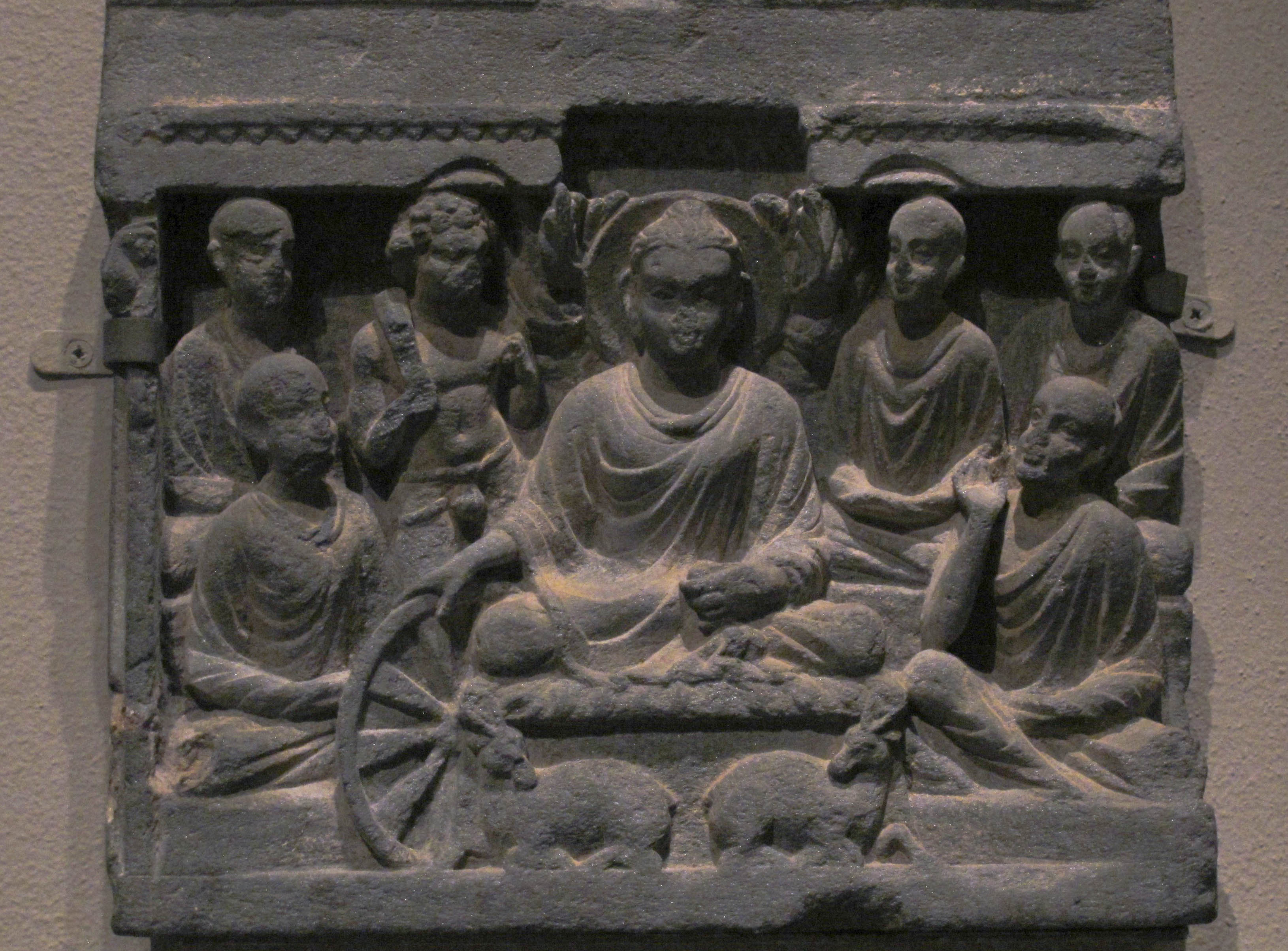
描繪鹿野苑第一次佈道的犍陀羅國石碑，西元 2 世紀，大都會藝術博物館。
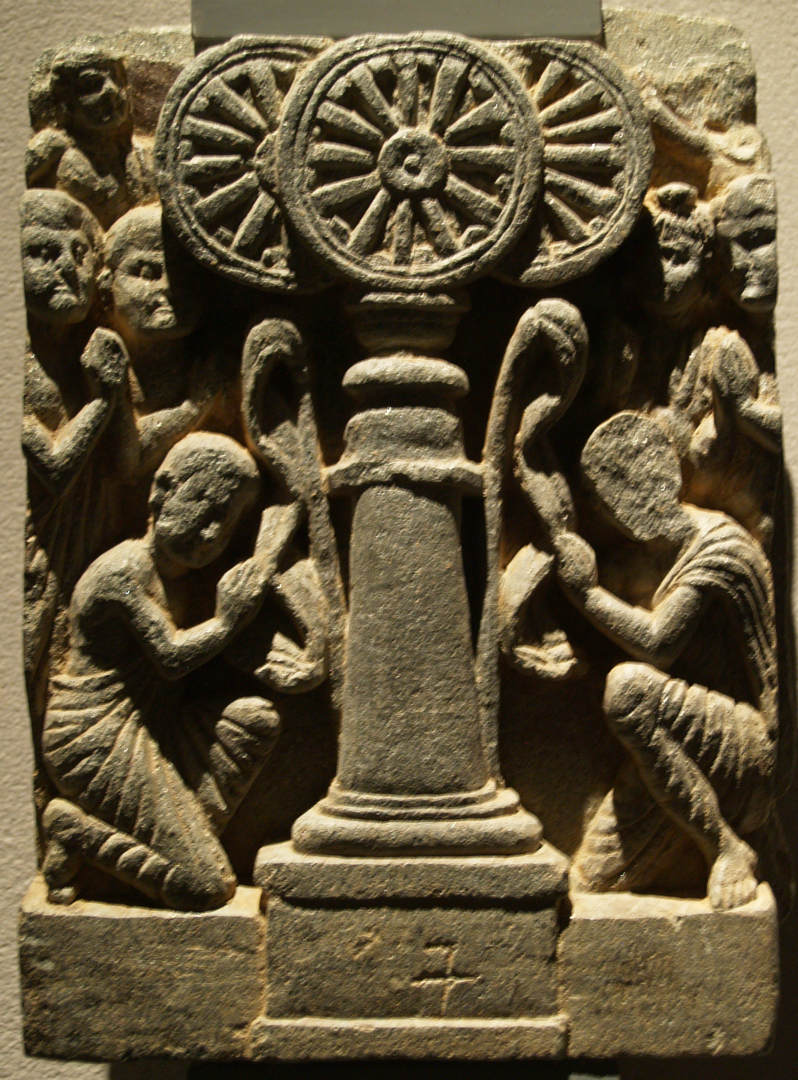
犍陀羅國碑
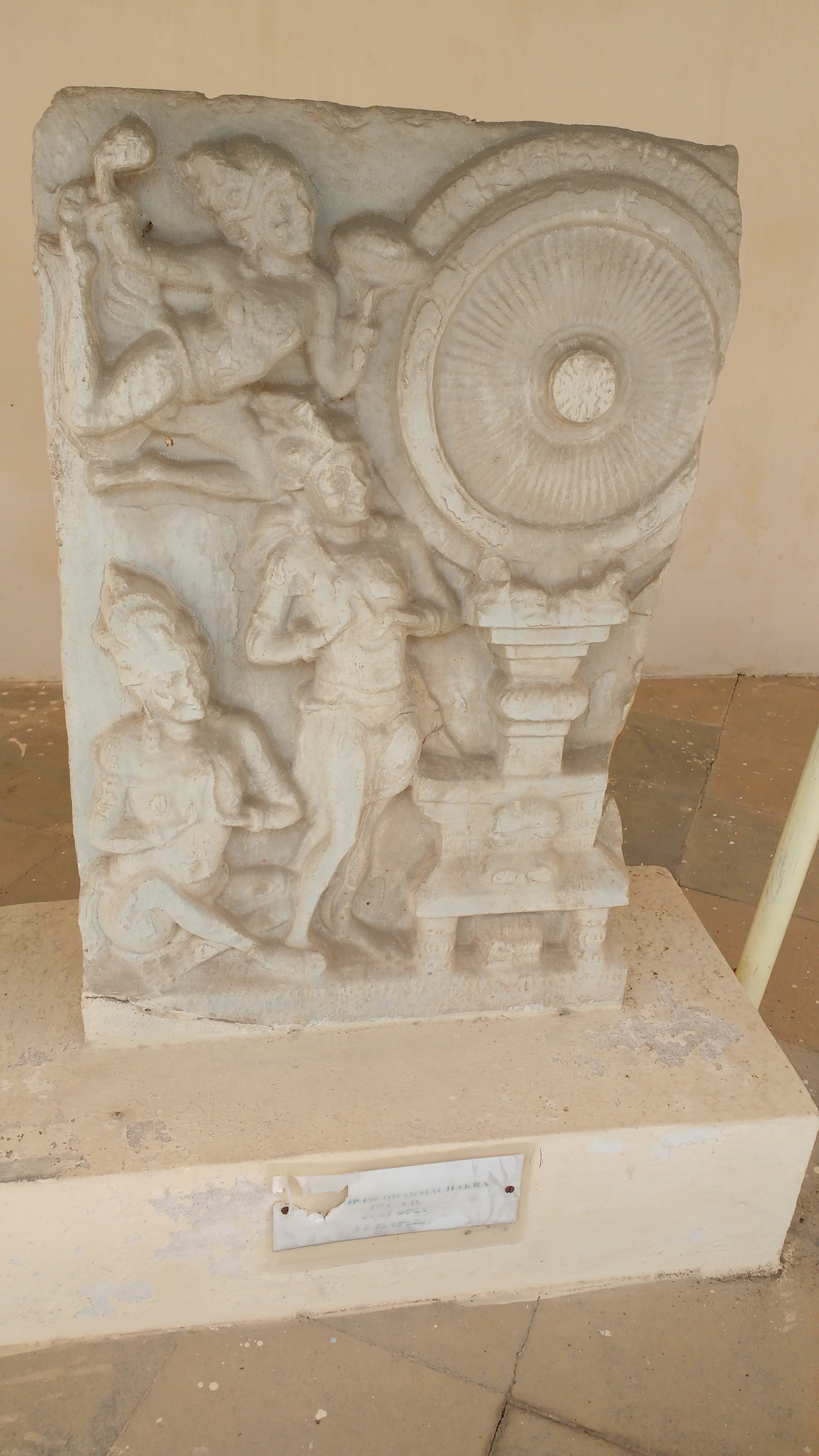
阿瑪拉瓦蒂博物館的法輪雕塑
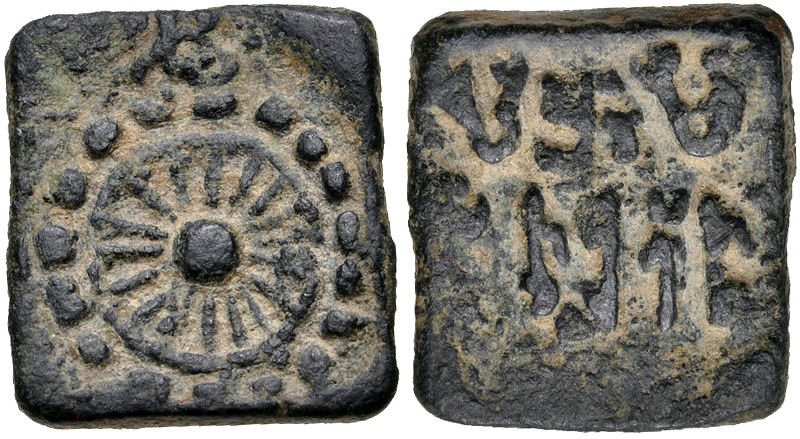
帶輪子和佛教符號的塔克西拉硬幣
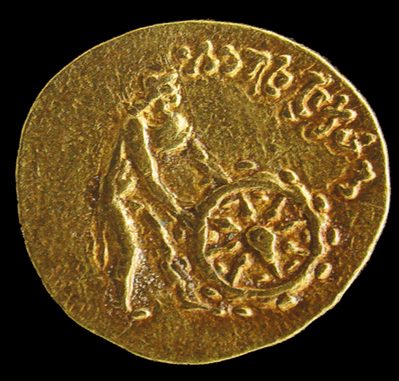
在阿富汗發現的硬幣，前50年～30年，最晚在50年之前。
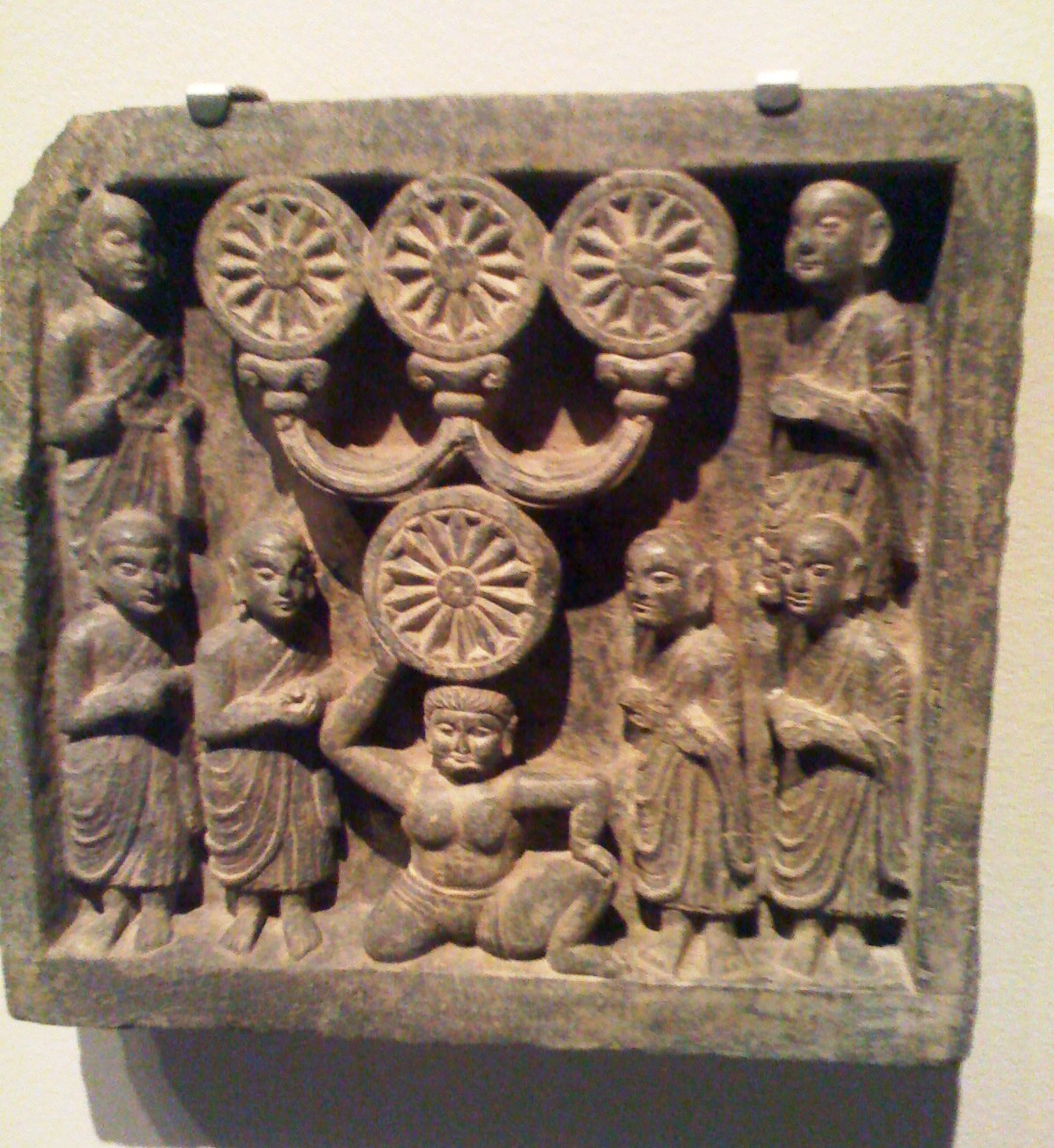
三寶。阿富汗東部。貴霜帝國。2～3世紀。
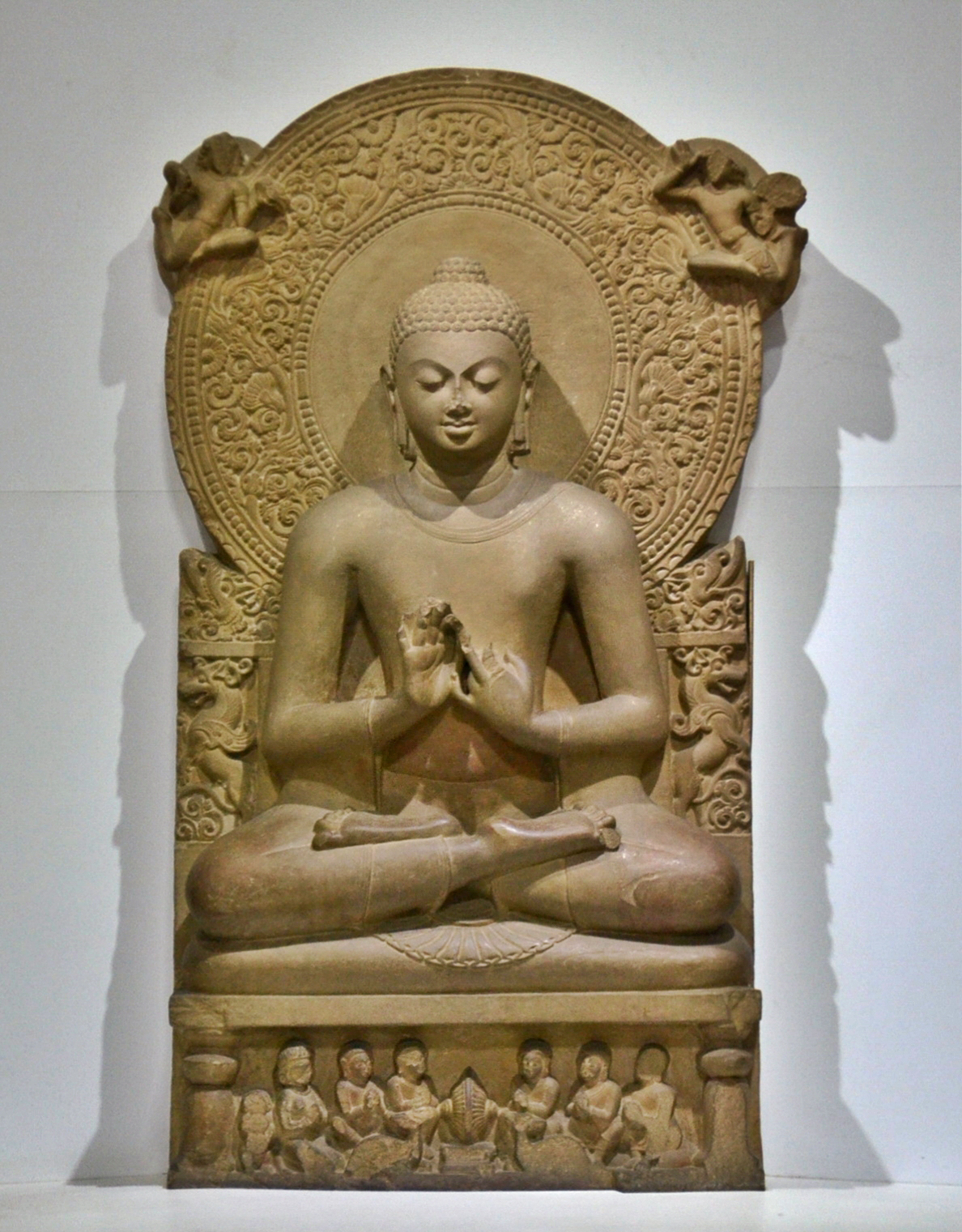
《佛陀第一次說法》（鹿野苑）（英语：Buddha Preaching his First Sermon (Sarnath)），笈多王朝，5世紀。
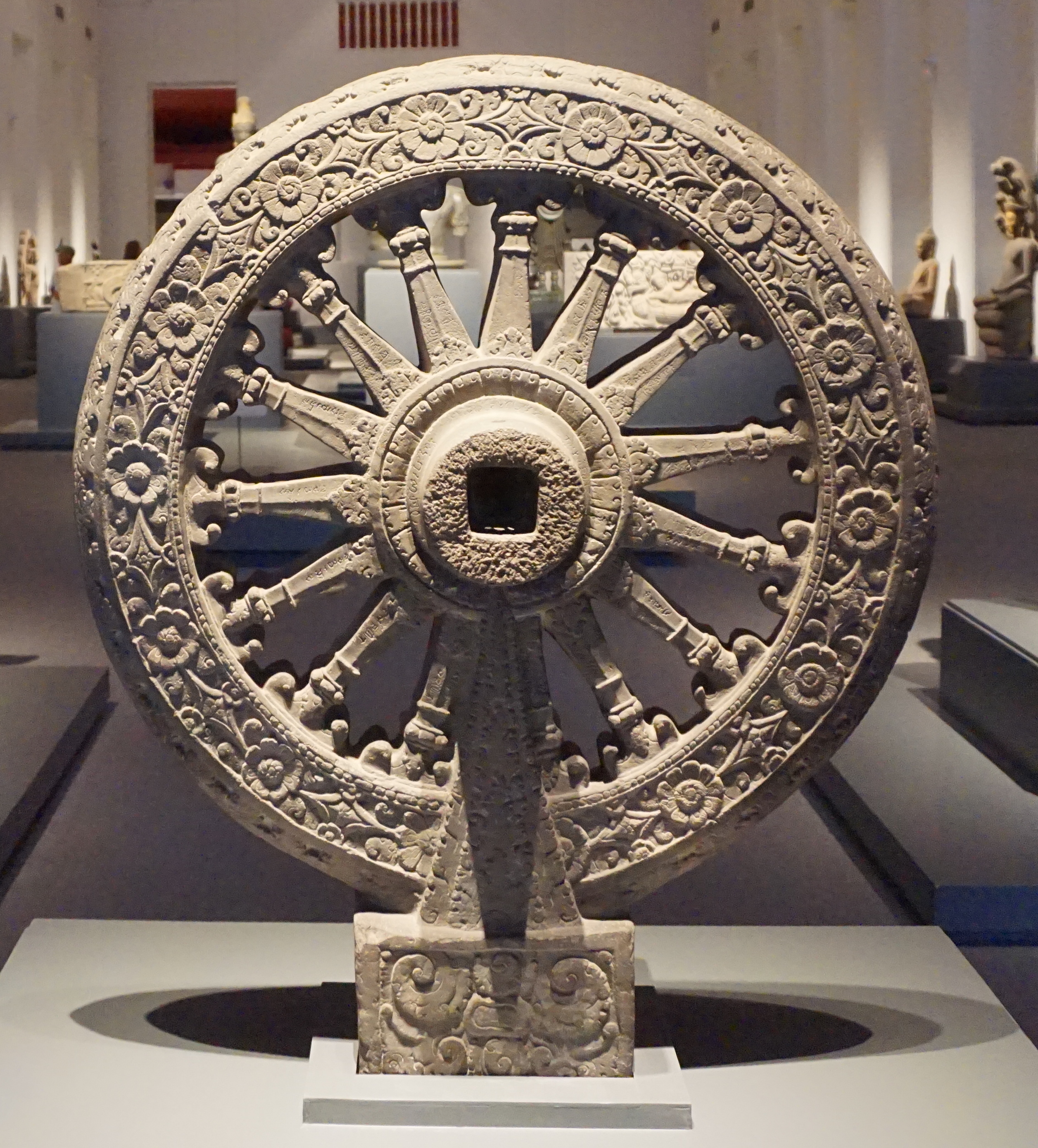
法輪，曼谷國立博物館
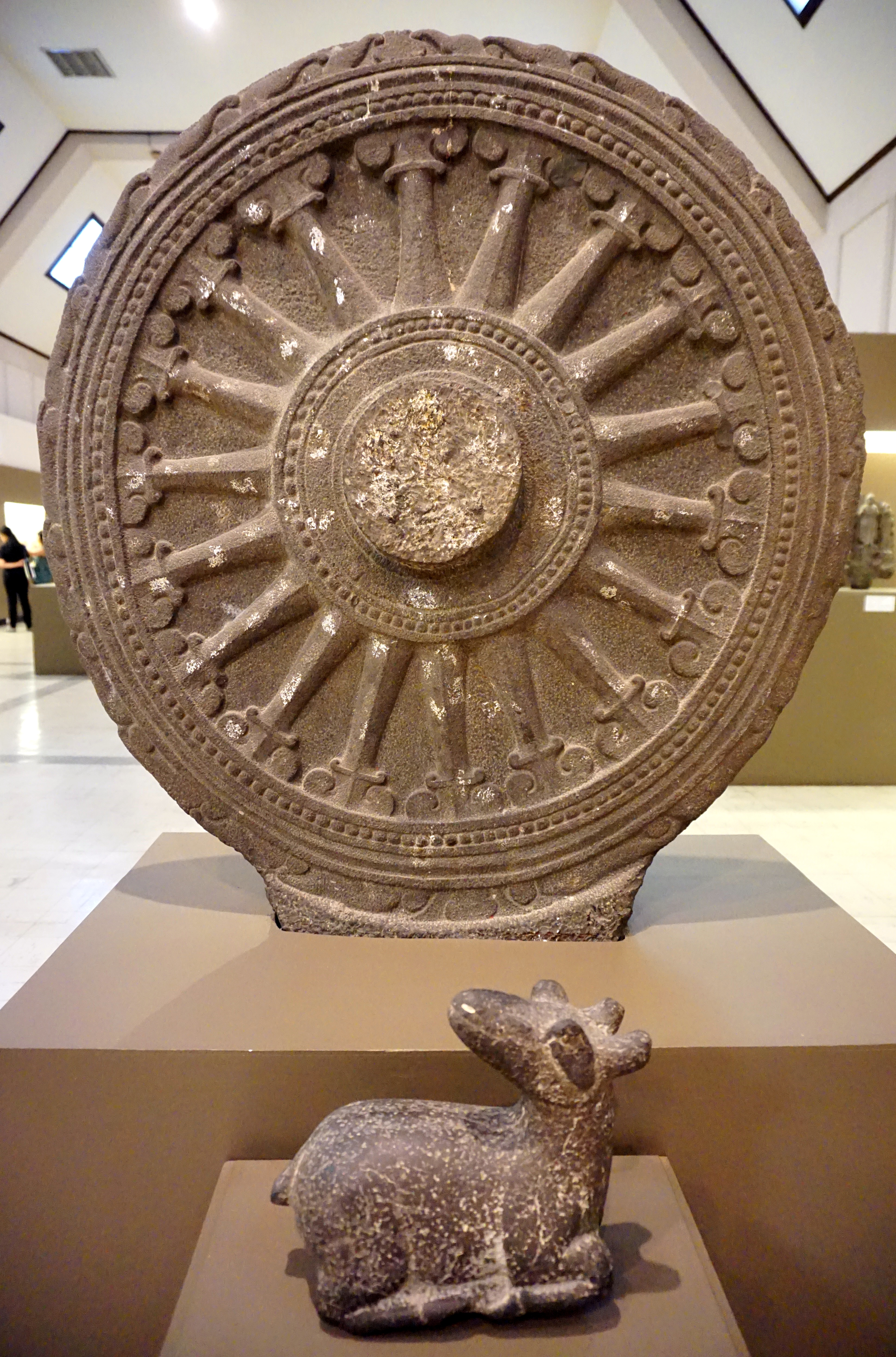
法輪，曼谷國立博物館，泰國
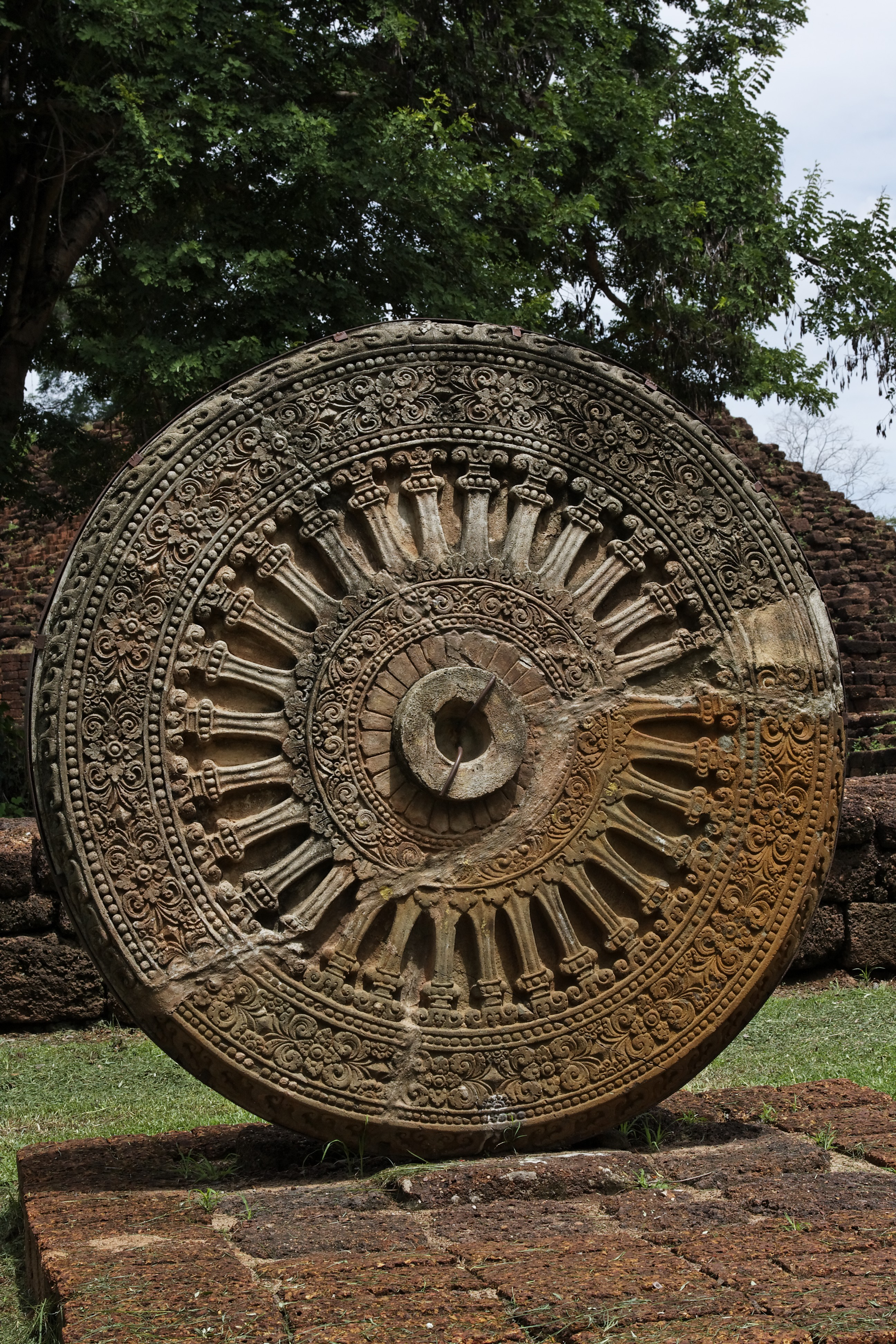
Khao Klang Nai，詩貼歷史公園，泰國。
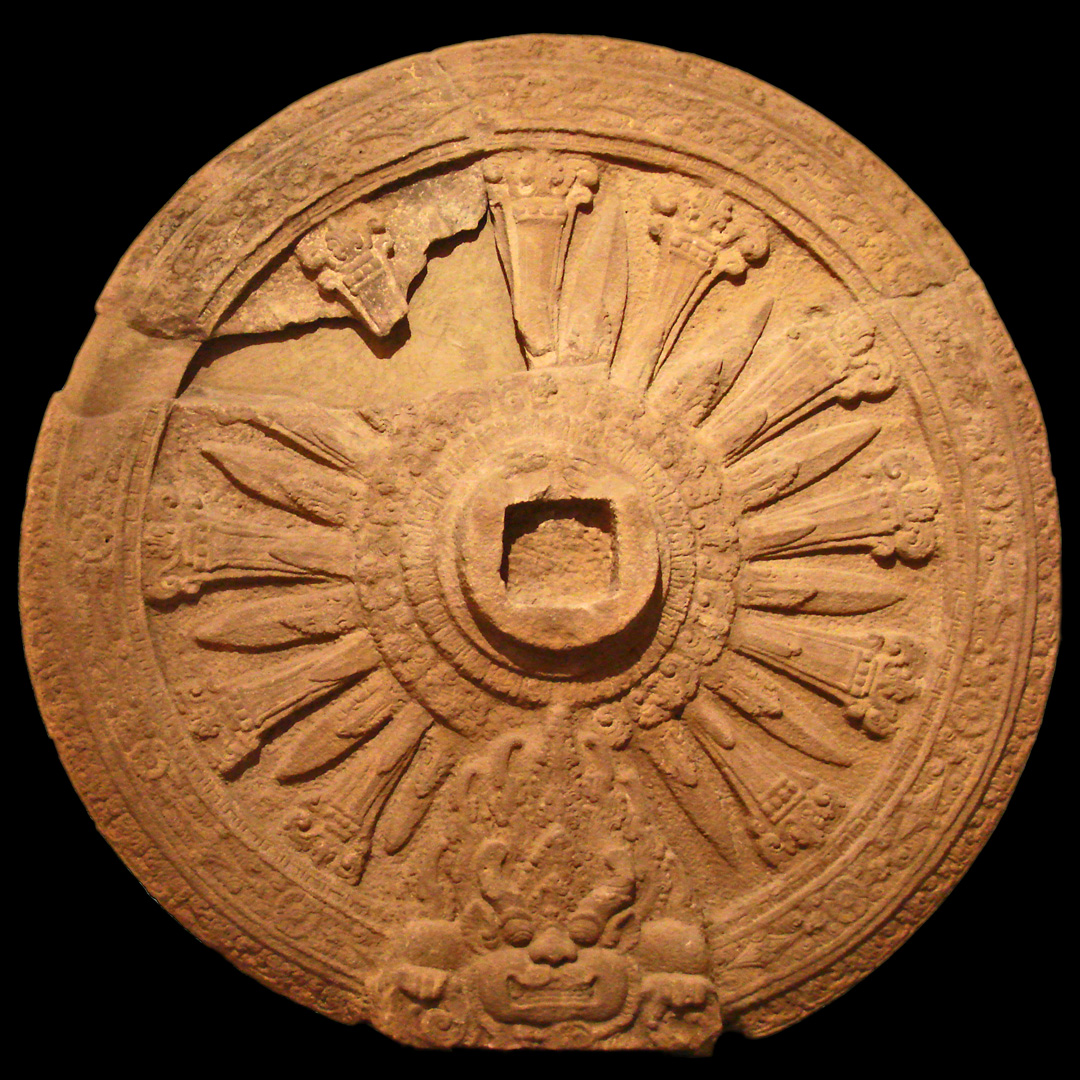
Mon法輪，7世紀或9世紀，砂岩
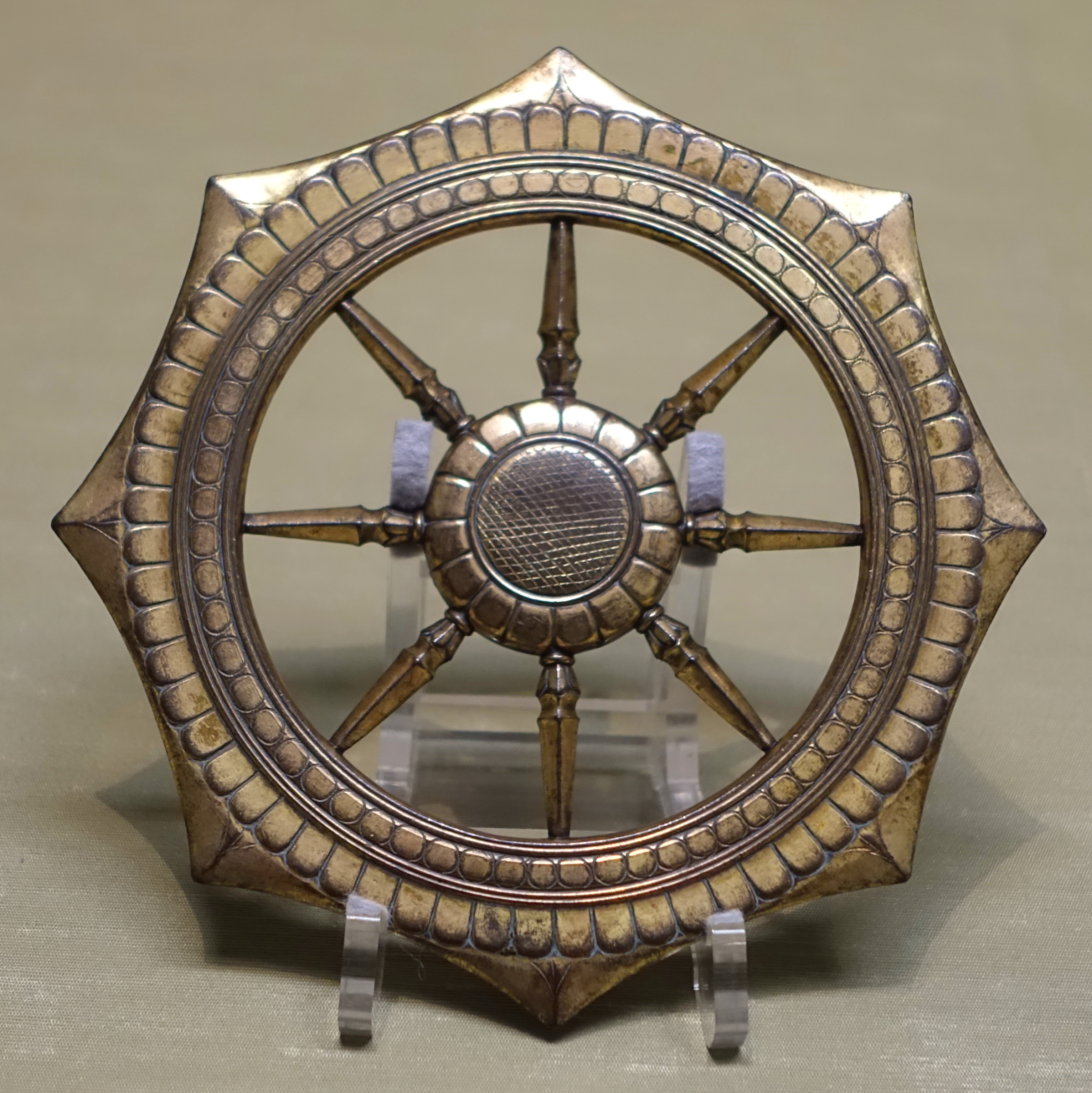
Dharma wheel, Japan, Kamakura period, 1200s CE, bronze – Tokyo National Museum.
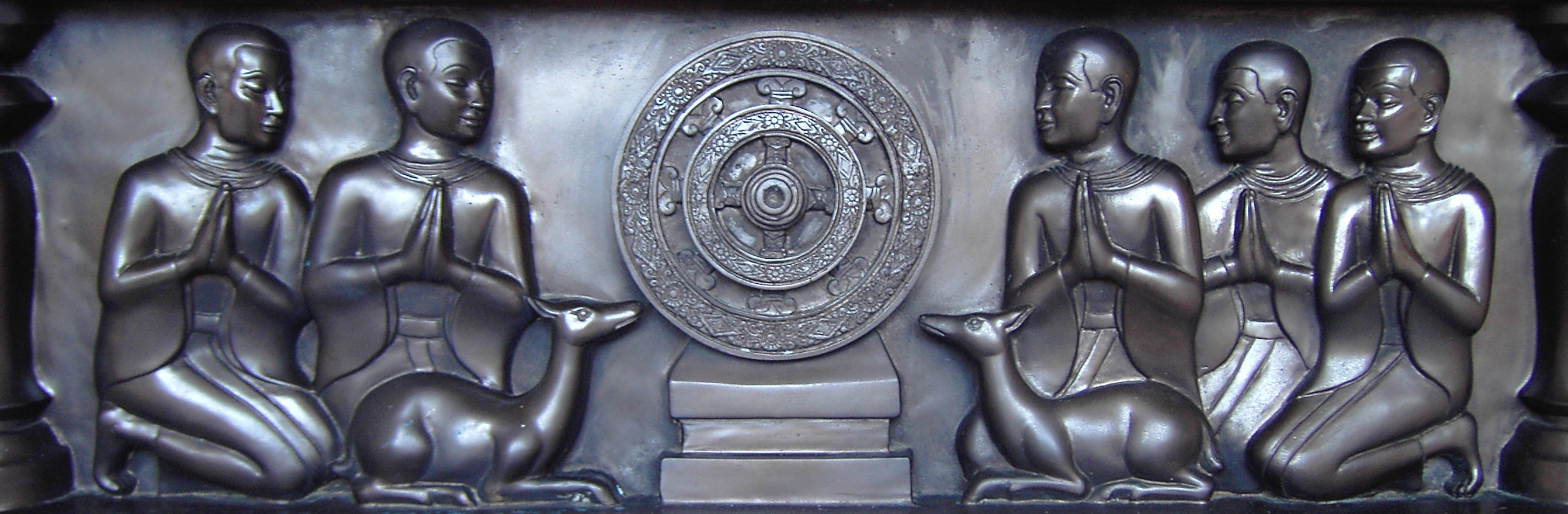
Part of a Buddha-statue, showing the first five disciples of the Buddha at Sarnath and dharmachakra.
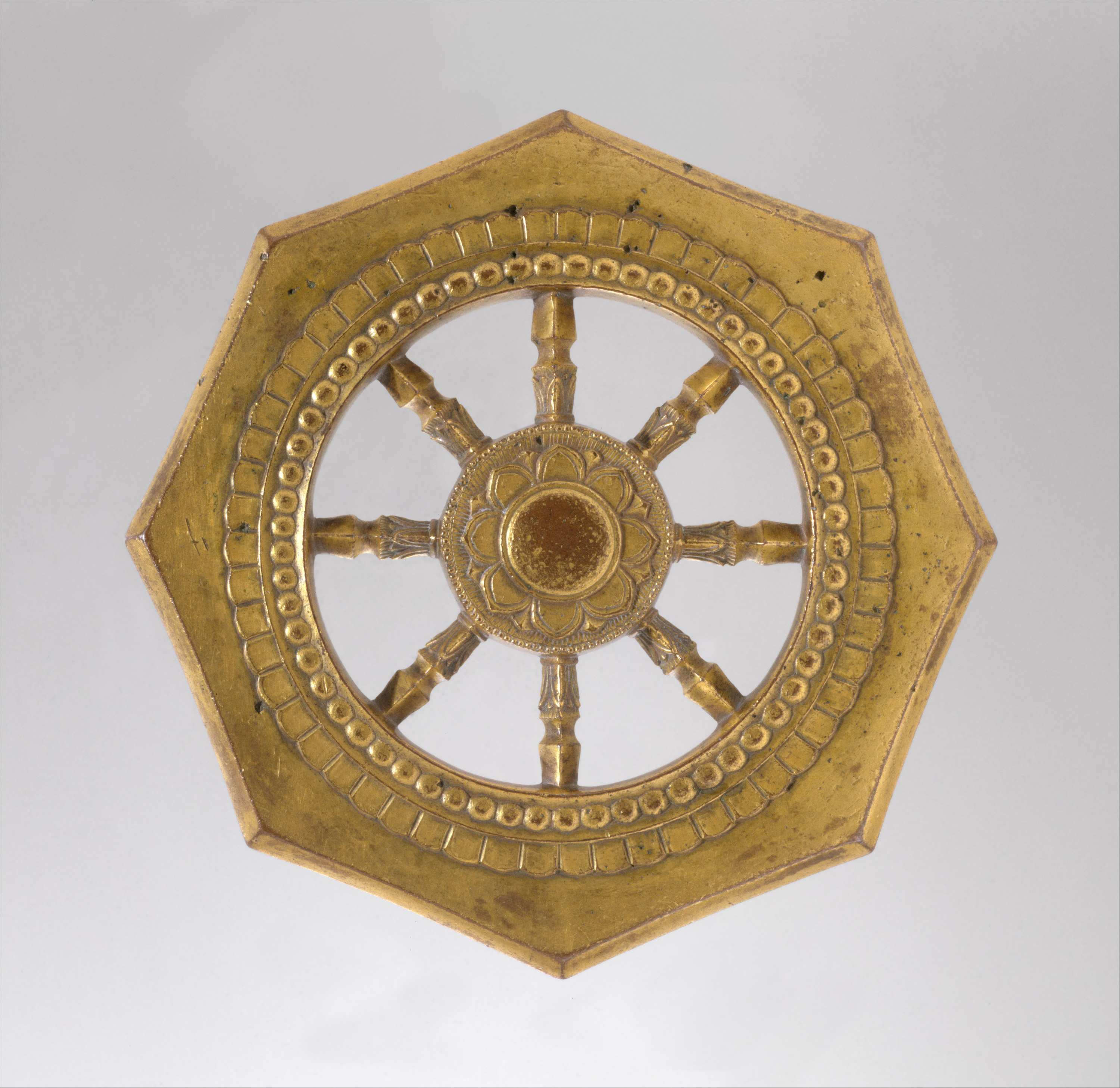
日本的法輪，13世紀晚期。
Mandala Base, China, Ming dynasty, Cleveland Museum of Art.
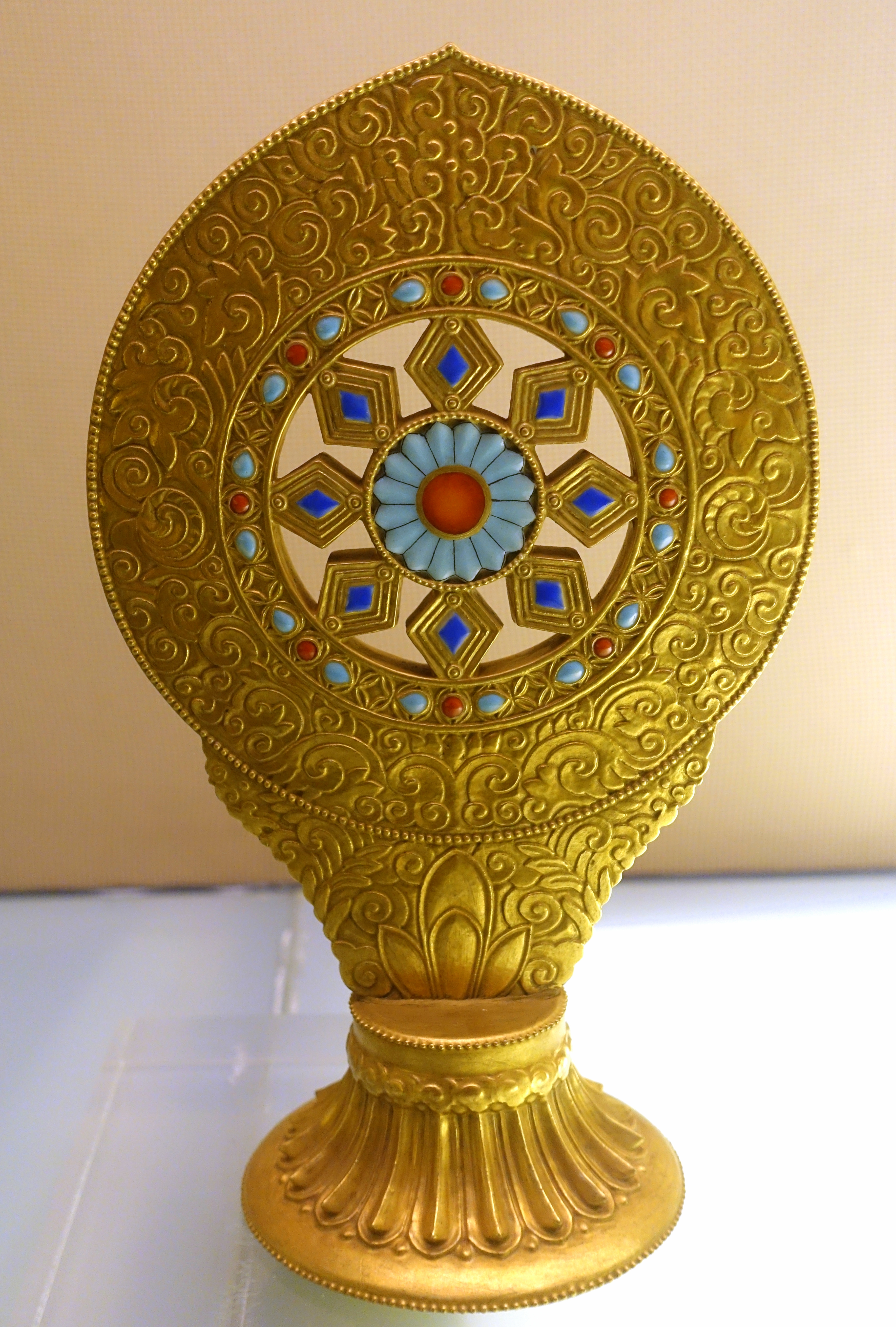
Dharma wheel, China, Qing dynasty, Qianlong period, 1736–1795 CE.
Box with Ink Cakes: Yellow Ink Stick, China, Qing dynasty (1644–1912).
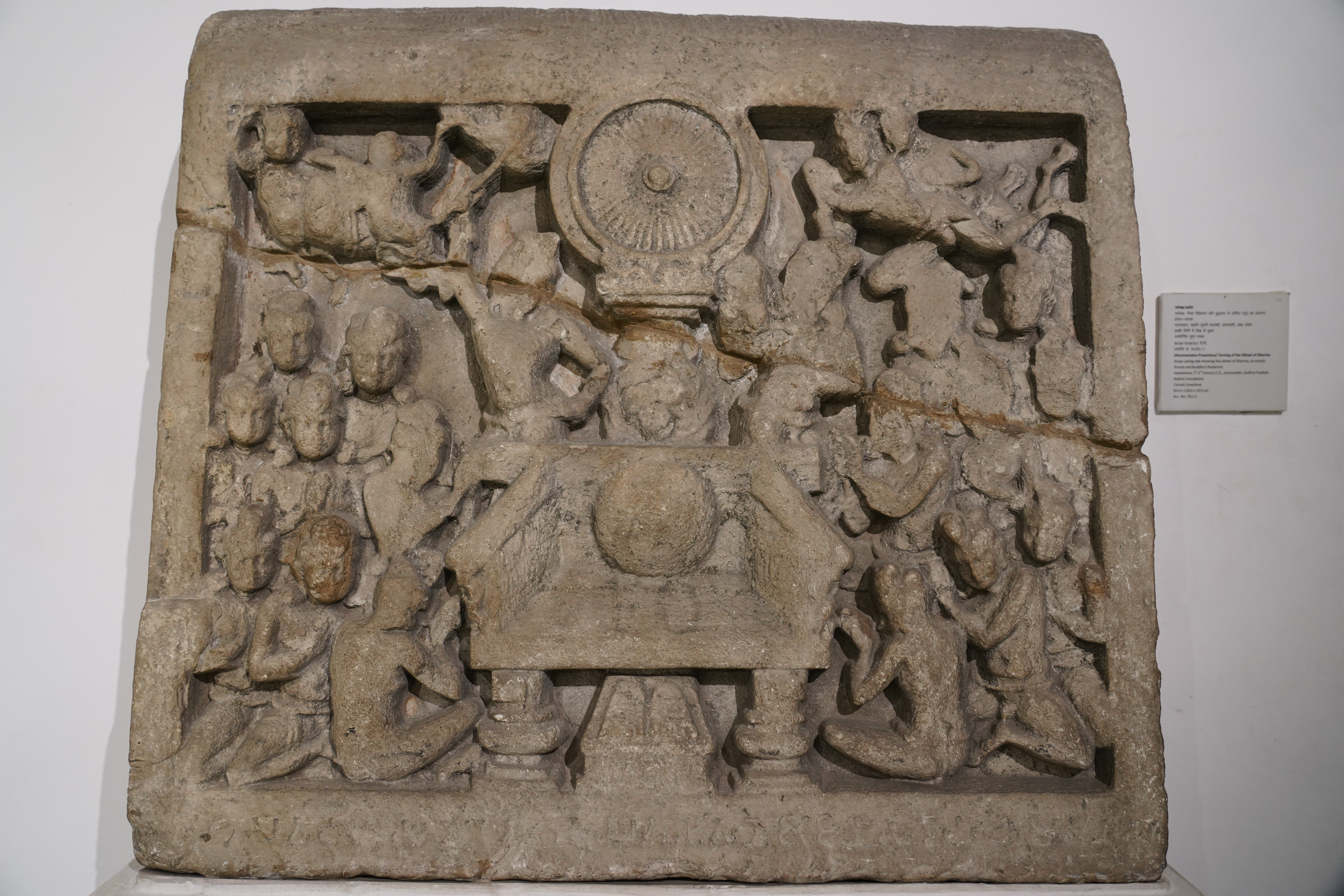
Dharmachakra Pravartana at National Museum, New Delhi

### 當代實例

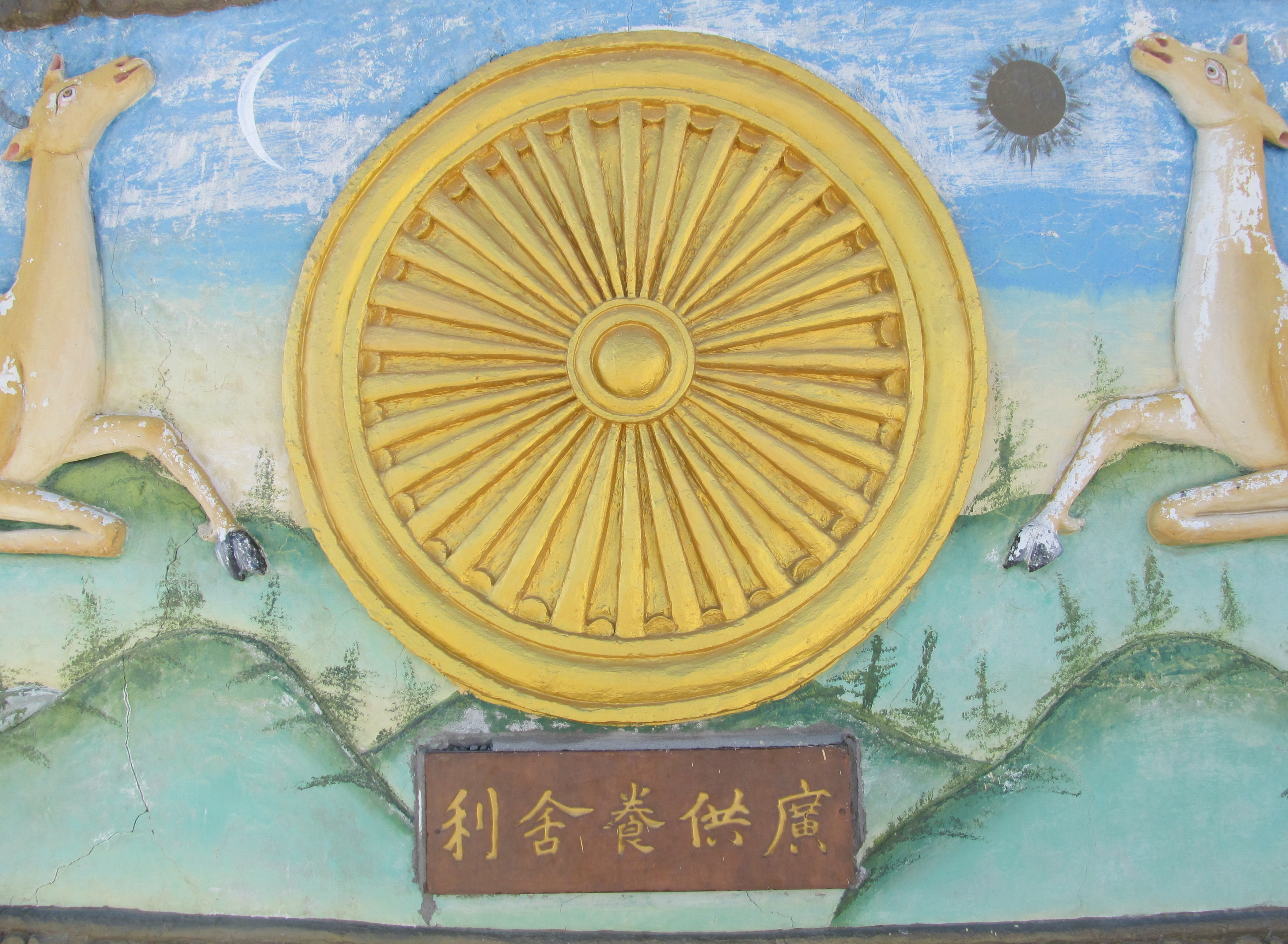
香提佛塔，列城
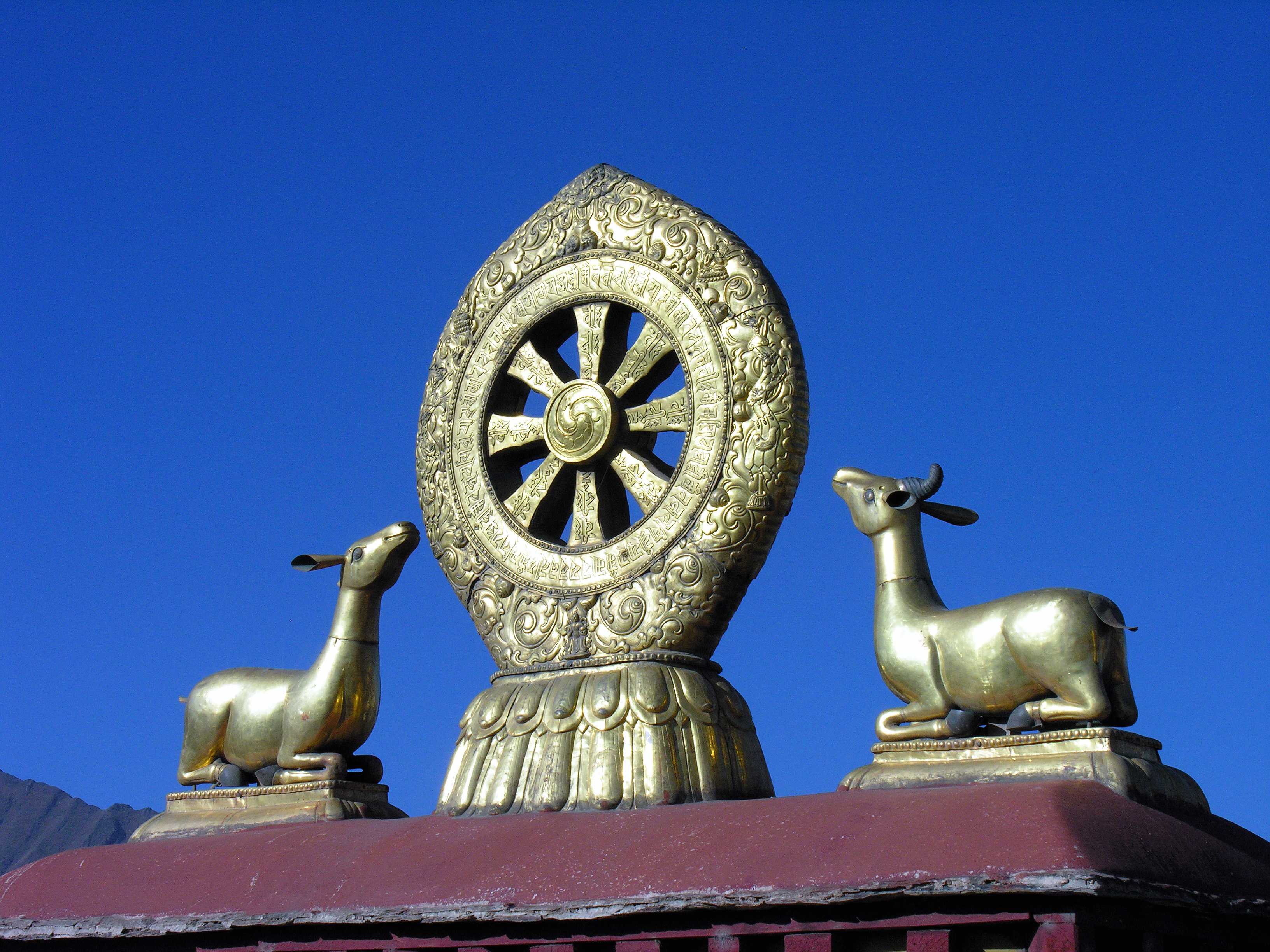
大昭寺
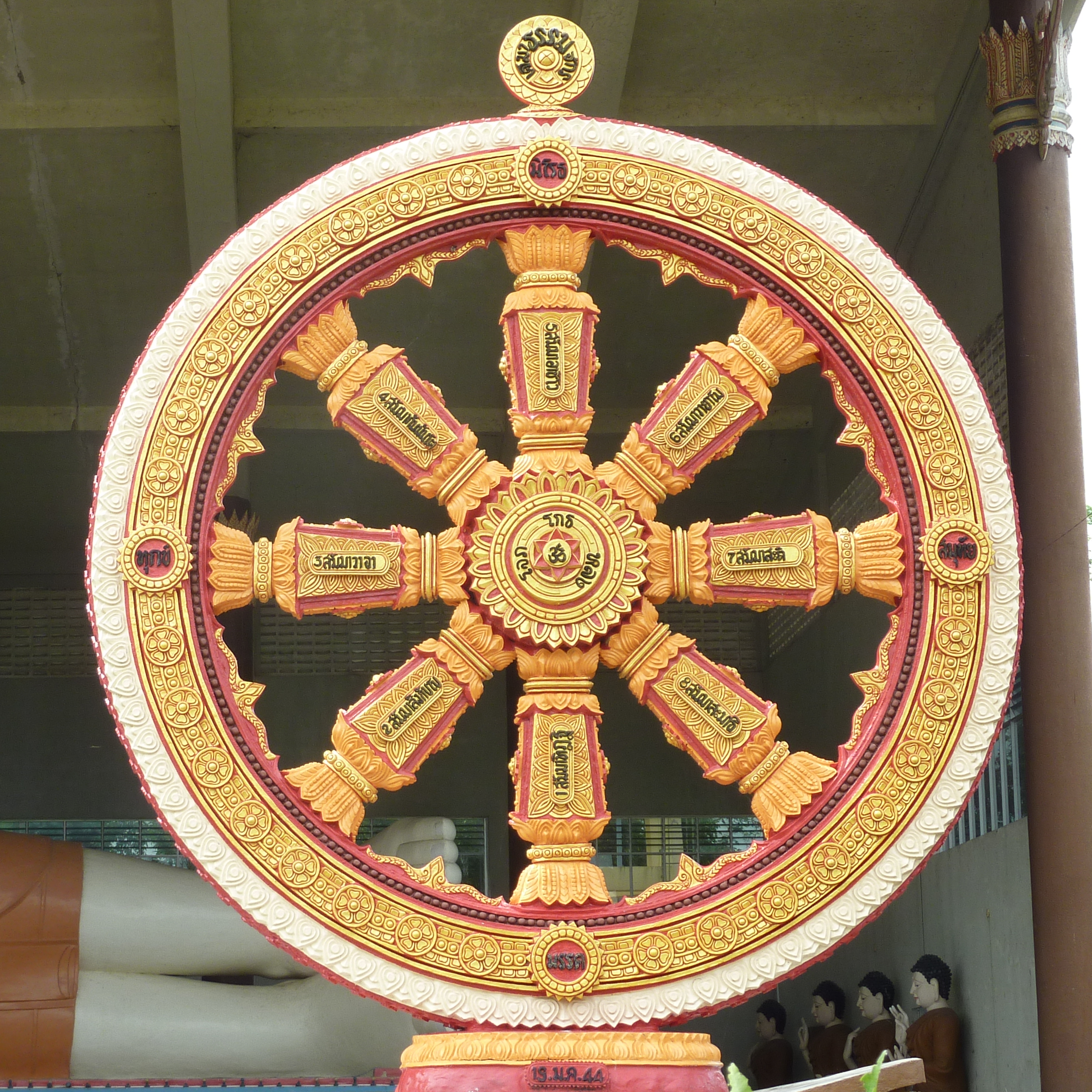
卧佛寺, 道北, 吉蘭丹
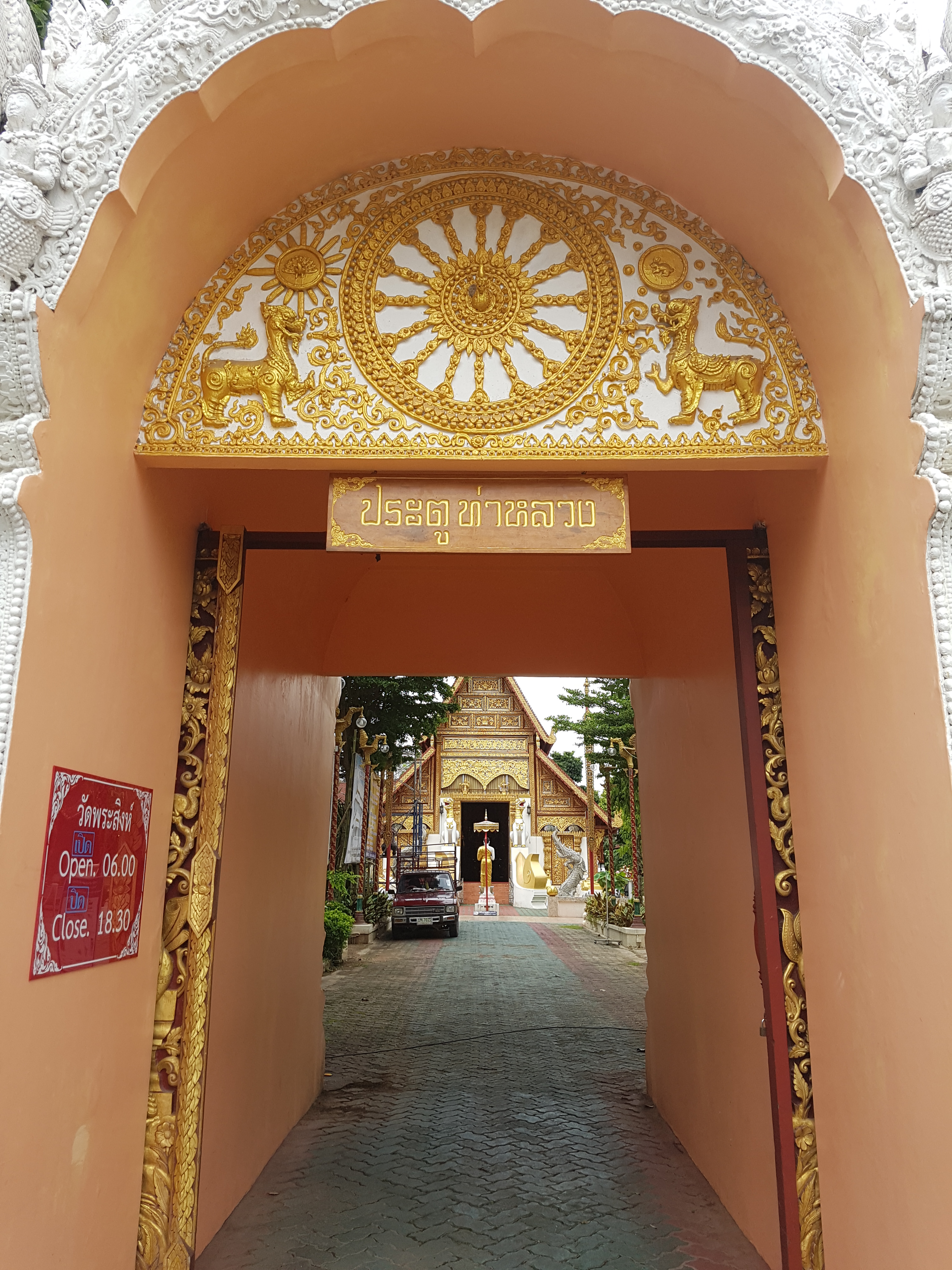
帕刑寺（英语：Wat Phra Sing, Chiang Rai）入口
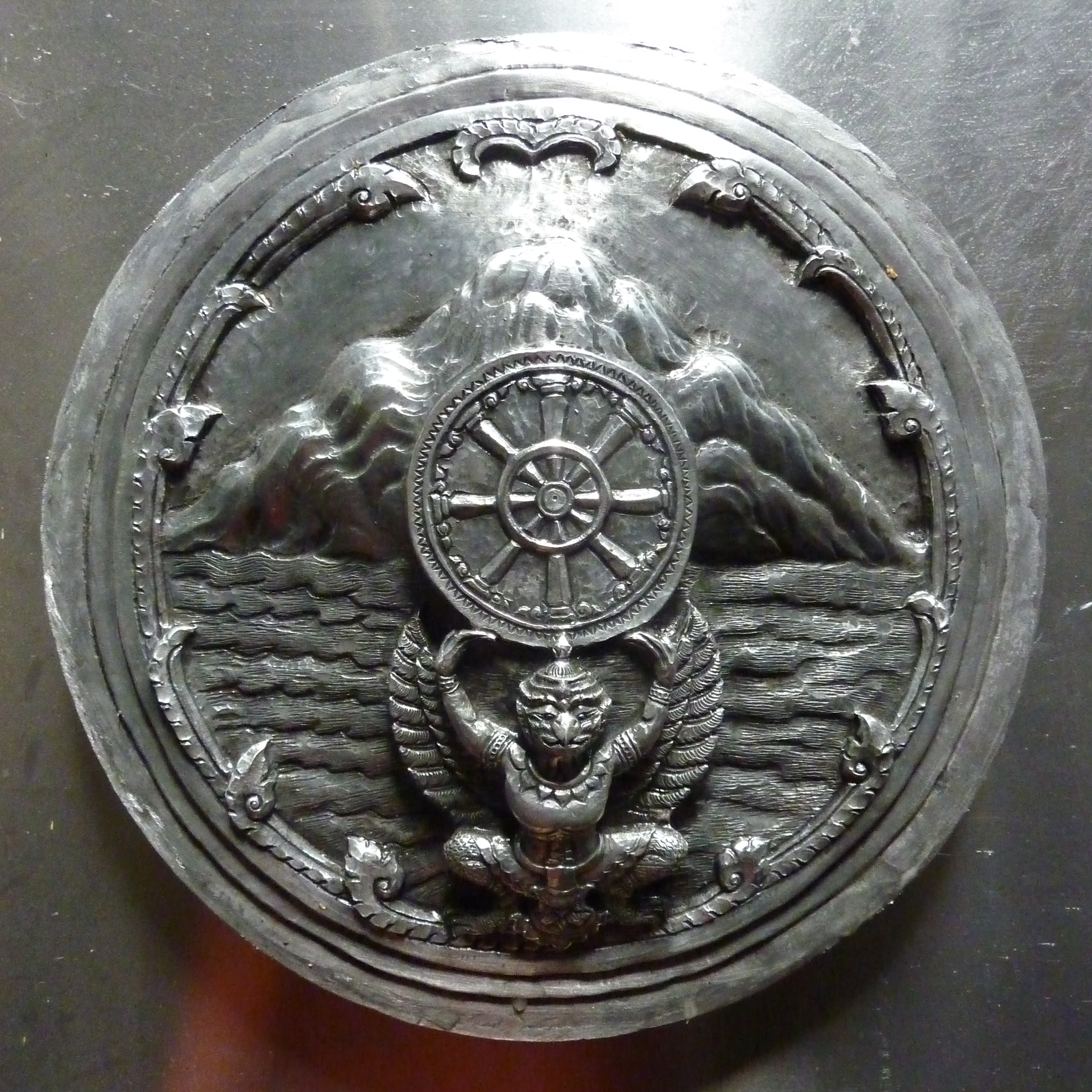
Seal of Chai Nat Province (a garuda upholding the dhammacakka in front of the mountain and river), Wat Sri Suphan, Chiang Mai
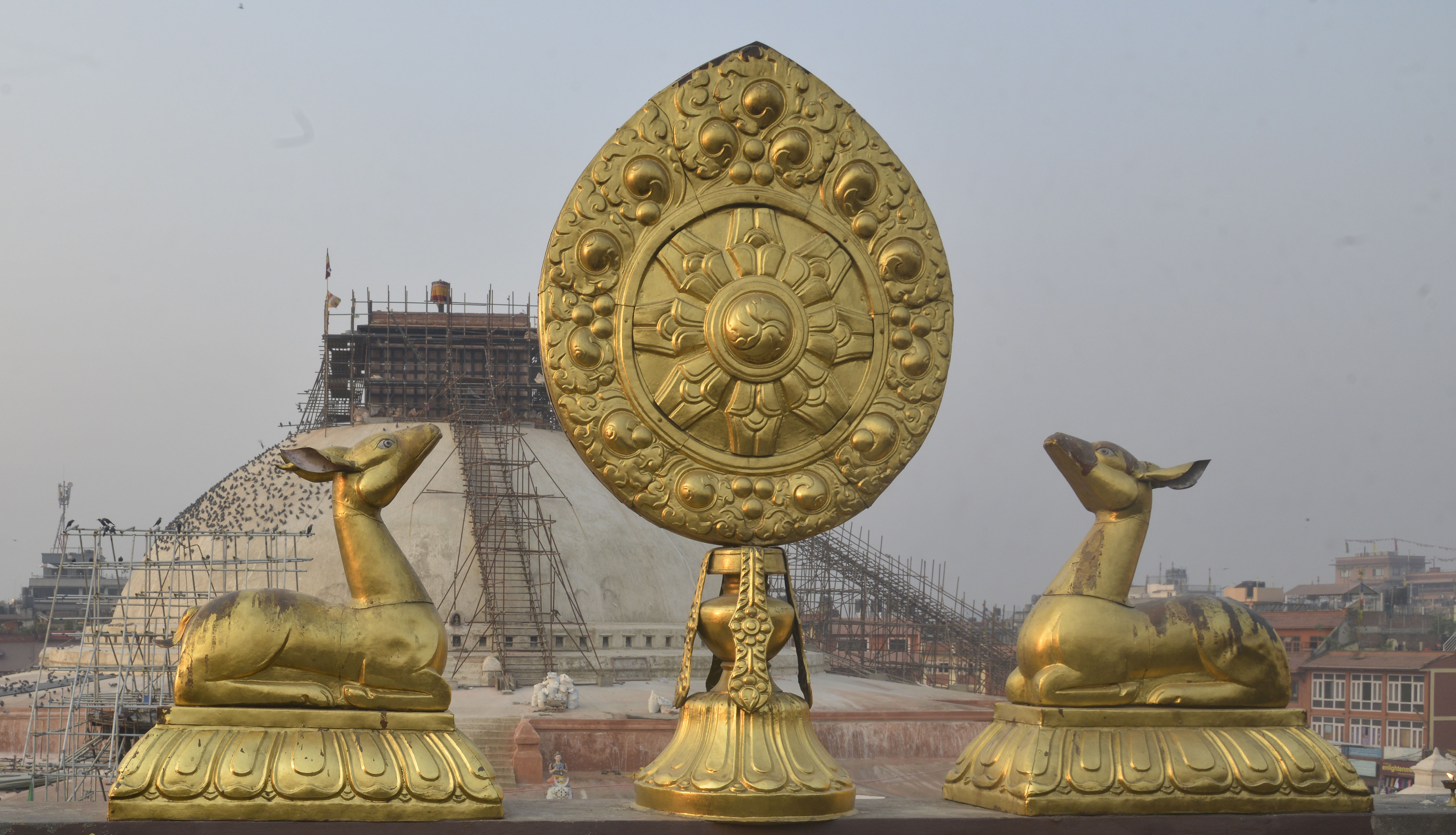
滿願塔的法輪
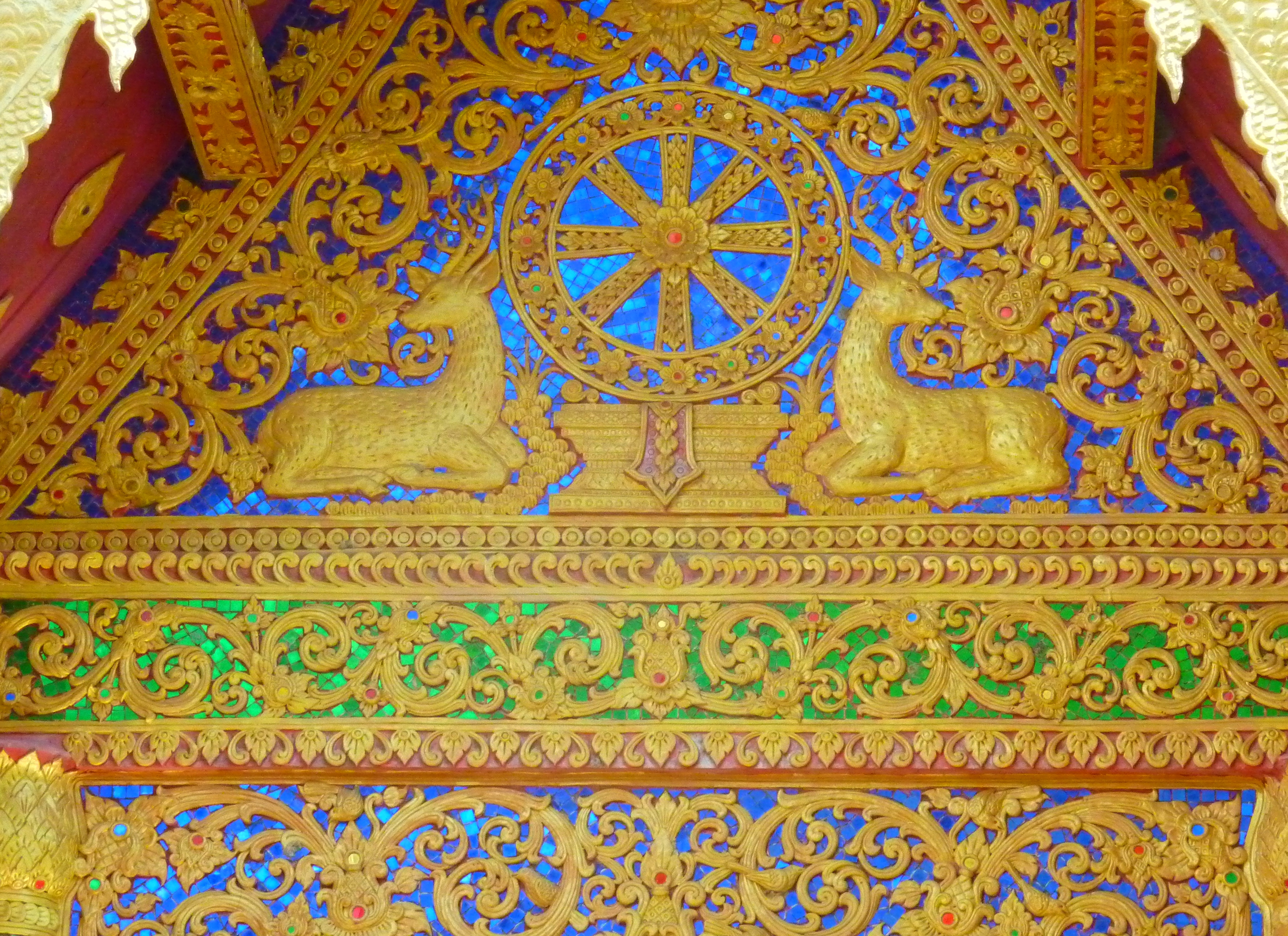
Dhammacakka on Main Gable, Wat Phra Putthabat Tak Pha, Lamphun
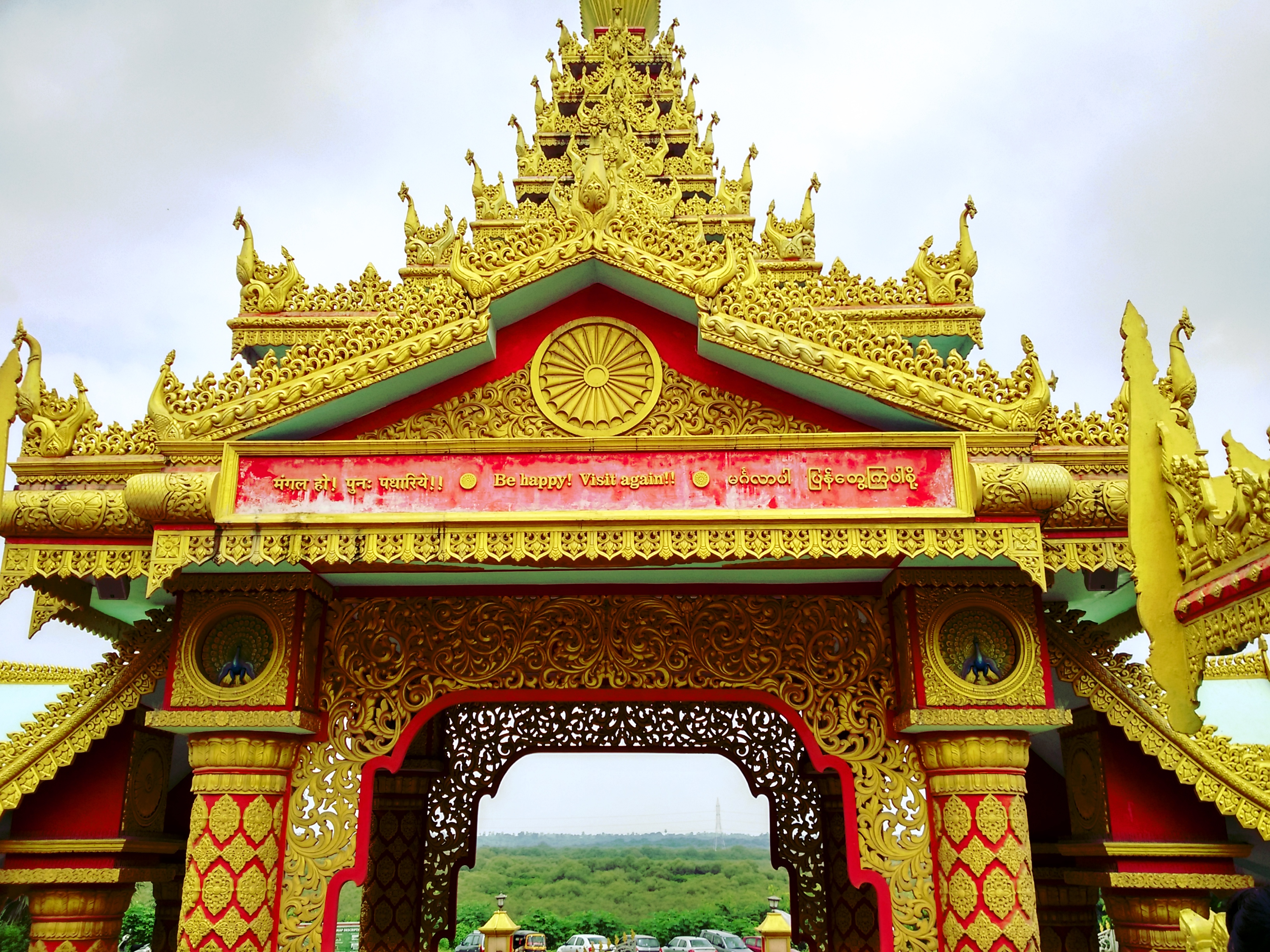
Entrance to the Global Vipassana Pagoda
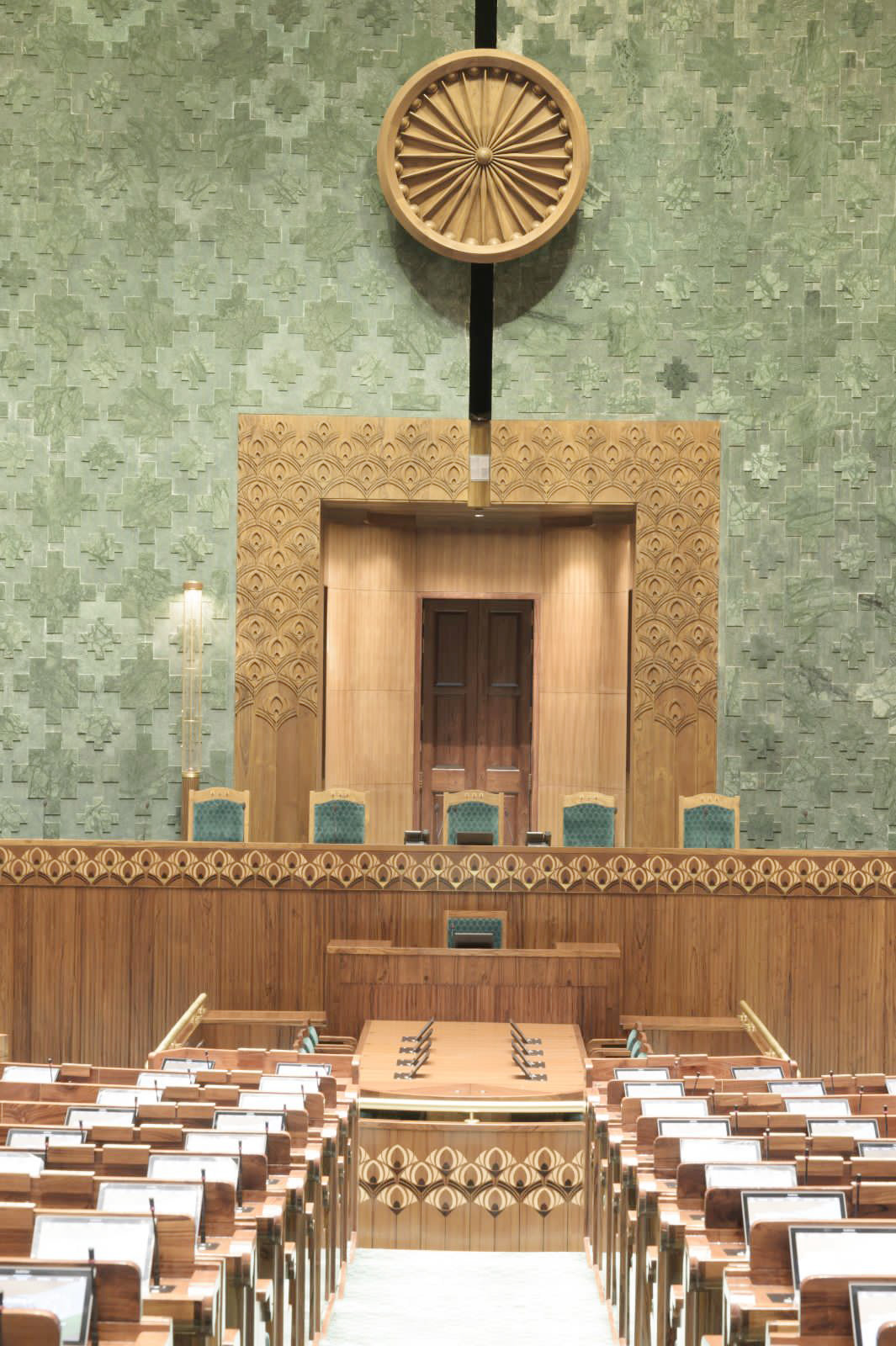
Lok Sabha chamber of the New Parliament building, New Delhi

### 國旗和官方象徵

The Emblem of Mongolia includes the dharmachakra, a cintamani, a padma, blue khata and the Soyombo symbol
The Emblem of Sri Lanka, featuring a blue dharmachakra as the crest
The Emblem of India, featuring the Ashoka Chakra on the base panel representing the Dharmachakra
Emblem of the Supreme Court of India, which shows the dharmachakra on top of the Lion Capital. It was found broken during the excavations.
The Flag of India has the Ashoka Chakra at its center representing the Dharmachakra.[11]
The flag of the former Kingdom of Sikkim featured a version of the Dharmachakra
Emblem of Central Tibetan Administration with Tibetan Buddhist style Dharmachakra
法輪旗，泰國佛教的象徵
The seal of Thammasat University in Thailand consisting of a Constitution on phan with a twelve-spoked dhammacakka
泰國國家童子軍組織的顏色
印度佛教復興運動使用的旗幟
美國武裝部隊佛教隨行神職人員的徽章。
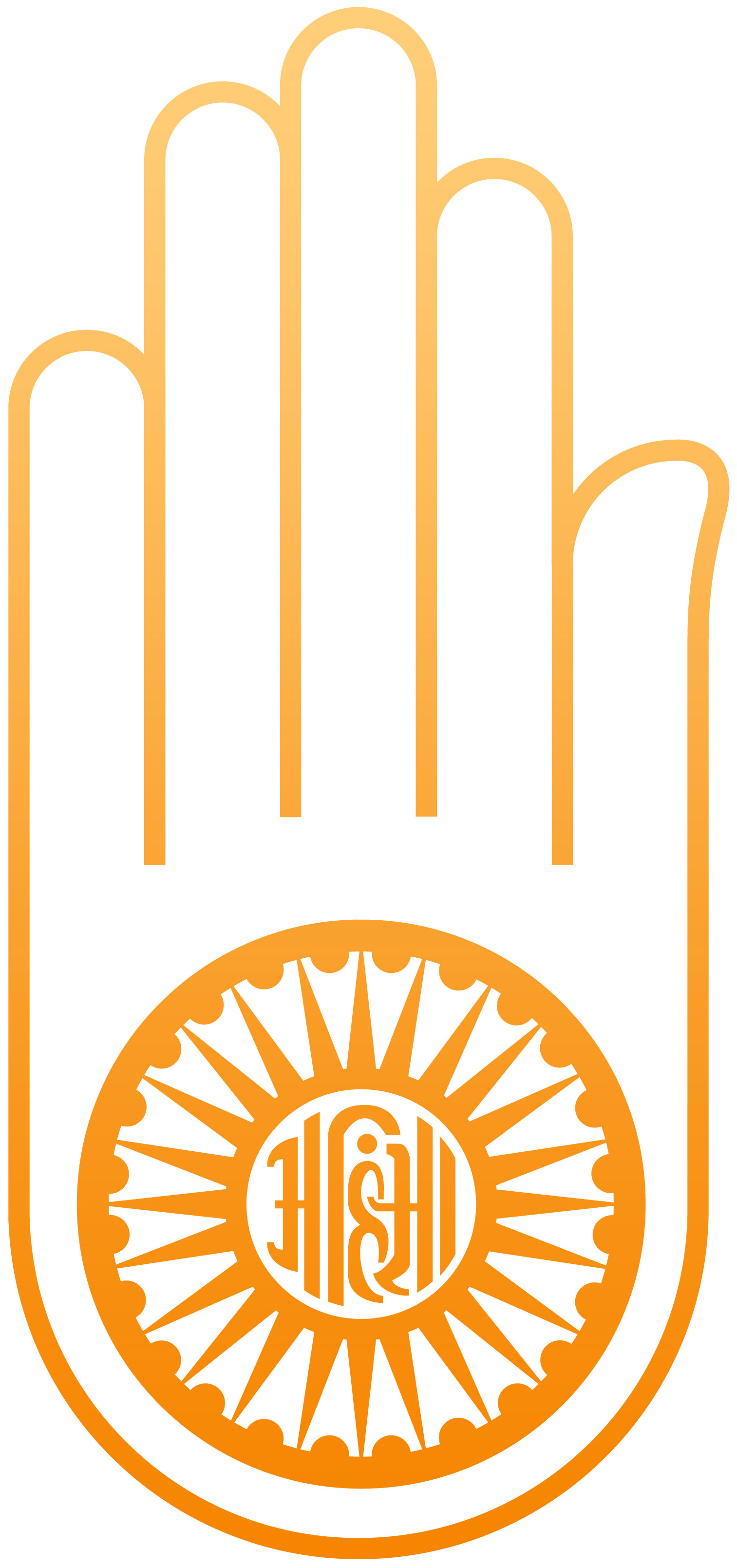
Wheel in Jain Symbol of Ahimsa represents dharmachakra
美國退伍軍人事務部用於墓碑和標記的標誌2
Flag of the Romani People. It contains blue and red colour to represent the heaven and earth respectively, and uses a 16 spoke Dharmachakra to symbolise their tradition and to pay homage to their Indian origin.

## 外部來源
- 性空法師.  (PDF). 台灣省嘉義市: 香光書鄉. 民92  [2010-11-30]. ISBN 957-8397 17-8. （原始内容存档 (PDF)于2011-11-25） （中文（繁體））. （中文）
- 坦尼沙羅尊者英譯，良稹中譯. . dhammatalks.org. 2008-01-13  [2010-11-30]. （原始内容存档于2009-05-31） （英语及中文）.（英文）（中文）
- . 寶竺林精舍 Boutsulin Vihara. 2009-04-18  [2010-11-30]. （原始内容存档于2020-12-21） （中文（繁體））. 佛智慧及智慧相應之法，是名【輪】所謂實相般若，即諸法空性、無相、無境界、離於根境、越諸戲論、如同佛無能見頂相，等虛空無邊一切佛法依此相續自然而生，甚深微妙。（中文）